# ヴァインスベルク
ヴァインスベルク (ドイツ語: Weinsberg, ドイツ語発音: [ˈva‿insbɛrk]、アレマン語: Wyysbärg) は、ドイツ連邦共和国バーデン＝ヴュルテンベルク州ハイルブロン郡に属す小都市で、ハイルブロンの東方約5kmに位置する。この街は、創設約1200年の歴史を持ち、人口約11,700人（2005年現在）を擁する都市である。ネッカー川とレーヴェンシュタイナー山地にはさまれ、ズルム川とその支流が形成するヴァインスベルガー渓谷の入り口にあたる。ヴァインスベルクは、ワイン造りで知られている。ワインは何世紀もの間ヴァインスベルクの経済の中心であり、常に重要な役割を演じてきた。ヴァインスベルクはまた、11世紀初めに建設されたヴァイバートロイ城趾でも有名である。その名は、常に、処刑が決まった亭主達を救出した1140年の「ヴァインスベルクの貞節な女房達」の伝説と結びついている。現在この都市は、ヴァインスベルガー渓谷の中心地として、インフラストラクチャが整備され、中級中心都市レベルの機能をもった下級中心都市となっている。

## 地理

### 位置
ヴァインスベルクは、バーデン＝ヴュルテンベルク州北東部にあるハイルブロン郡東部に位置し、西をネッカー川、東をレーヴェンシュタイナー山地に挟まれている。レーヴェンシュタイナー山地に湧出する小川であるズルム川は、約20km下流でネッカー川に合流する。ネッカー川とその支流が形成する渓谷をヴァインスベルガーガー渓谷と称する。この町は、主にズルム川の南側を流れる支流であるシュタットゼーバッハ川（ザウバッハ川ともいう）沿いまたはその丘陵部に形成されている、ズルム川は、市内を流れるものの、その中心部は経由しておらず、その沿岸には市北部の小集落があるだけである。
市中心部の北西にヴァイバートロイ城趾のある城山があり、その西側にシェーメルスベルク山がある。この二つの丘陵は、ともにブドウ畑が斜面を埋め尽くしている。東にズルム川の谷間が延び、建て込んだ中心部の南側はシュタットゼーバッハ川およびブリュール川の渓谷である。市域の南部と西部は、東はライスベルク山に始まりヒンタースベルク山およびヴァルトハイデ山を経由してガルゲンベルク山およびヴァルトベルク山に至る、樹に覆われたレーヴェンシュタイナー山地の支脈であるハイルブロンナー山地が広がる。シュタットゼーバッハ川の渓谷は北西部でヴァルトベルク山の麓に至り、その向かい側である北側に既述のシェーメルスベルク山が位置する。
市の北部にあたる、シェーメルスベルクの北側のズルム渓谷にはアウトバーンA6号線が走っている。市の北東部、ランツェンベルク山の麓に、この道路とアウトバーンA81号線と交差するジャンクションがある。ズルム渓谷の北は、森に覆われたズルマー山地に続く。A81号線は、ヴァインスベルクの東の市境に沿って、シュトゥットガルト方面へ向かう。
市内で最も標高の低い地点は、エアレンバッハとの市境近くにあるヴァイセンホーフのズルム川沿いの草地で、海抜166m、最も高い地点は、ハイルブロンとの市境をなす南東部のライスベルク山の北斜面で海抜338mである。

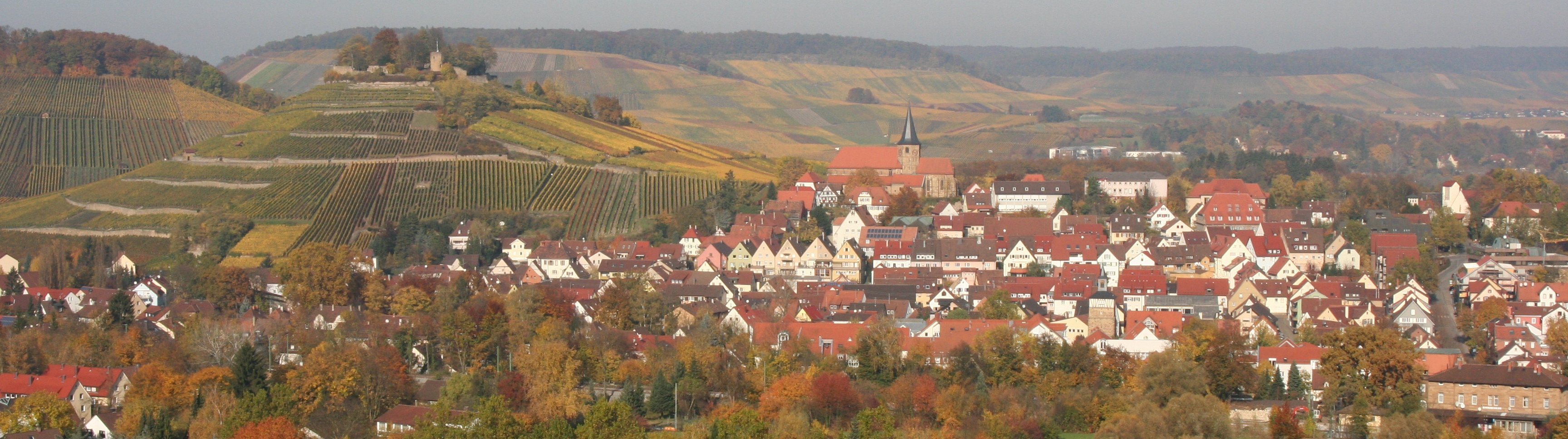
南側から見たヴァインスベルク中心部。画面左手の丘が城山。その右手の麓にあるのがヨハネス教会

### 市域の広がり
ヴァインスベルクの市域の総面積は22.22km²で、このうち13.95km²がヴァインスベルク地区、3.36km²がゲルマースバッハ地区、2.10km²がグランチェン地区、2.79km²がヴィンメンタール地区である（2006年6月現在）。
市町村合併以後、市域の形は、変則的な十字（ギリシア十字）型によくたとえられる。ヴァインスベルク地区が短い西側と太い南側の腕、ゲルマースバッハ地区が北側の、グランチェンとヴィンメンタールが長い東側の腕にあたる。南北の長さは約8.6km、東西は約9.3kmである。
1957年と1988年から2004年までの土地の利用率は以下の通りである。（土地面積の単位はha。出典: 1957年:、1988年–2004年:）
|                       | 1957年 | %      | 1988年 | %     | 1992年 | %     | 1996年 | %     | 2000年 | %     | 2004年 | %     |
| --------------------- | ------ | ------ | ------ | ----- | ------ | ----- | ------ | ----- | ------ | ----- | ------ | ----- |
| 総面積                | 1,429  | 100.00 | 2,223  | 100.0 | 2,222  | 100.0 | 2,222  | 100.0 | 2,221  | 100.0 | 2,222  | 100.0 |
| 住宅地および 交通用地 | 155.9  | 10.90  | 515    | 23.2  | 546    | 24.6  | 567    | 25.5  | 595    | 26.8  | 615    | 27.7  |
| 農地                  | 750.9  | 52.50  | 1,186  | 53.4  | 1,122  | 50.5  | 1,100  | 49.5  | 1,068  | 48.1  | 1,048  | 47.1  |
| 森林                  | 496.1  | 34.70  | 494    | 22.2  | 529    | 23.8  | 529    | 23.8  | 528    | 23.8  | 528    | 23.7  |
| 水面                  | 6.5    | 0.45   | 10     | 0.5   | 12     | 0.5   | 12     | 0.5   | 13     | 0.6   | 13     | 0.6   |
| その他                | 19.6   | 1.37   | 17     | 0.8   | 13     | 0.6   | 14     | 0.6   | 17     | 0.8   | 18     | 0.8   |

住宅地の面積は拡大し続け、逆に農地は減少傾向に向かいつつある。
市の総森林面積は567haである。約426haがヴァインスベルク市と周辺市町村の境界部であり、残りの141haは、ヴァルトハイデのハイルブロン演習場を拡大するという軍事目的のために割譲した地区と引き替えに1936年7月29日に獲得したゲンミンゲンの町境部分の土地である。

### 隣接する市町村
ヴァインスベルクに隣接する市町村は、西から時計回りに、ハイルブロン（郡独立市）、エアレンバッハ、エーバーシュタット、ブレッツフェルト（ホーエンローエ郡）、オーバーズルム、エルホーフェン、レーレンシュタインスフェルトである。ハイルブロンとブレッツフェルト以外は、みなハイルブロン郡に属す。また、ヴァインスベルクは、エーバーシュタット、エルホーフェン、レーレンシュタインスフェルトとともにラウム・ヴァインスベルク自治体行政連合を形成する。
| 地区             | 合併年月日   | 人口（人） | 面積 (km²) |
| ---------------- | ------------ | ---------- | ---------- |
| ヴァインスベルク | –            | 9,106      | 13.95      |
| グランチェン     | 1973年1月1日 | 820        | 2.10       |
| ゲルマースバッハ | 1975年1月1日 | 926        | 3.36       |
| ヴィンメンタール | 1975年1月1日 | 619        | 2.79       |

### 市の構成
ヴァインスベルクは、その中核地区に1973年および1975年にゲルマースバッハ、グランチェン、ヴィンメンタールが合併して形成された。この他にヴァイセンホーフ（病院がある）、ラッペンホーフ、シュテックレスベルク居住区などの地域があるが、これらは独立した地区としての扱いは受けていない。

### 気候
気候は、渓谷の地形に護られ、おおむね穏やかで、ブドウ作りに有利な気候である。ヴァインスベルク・ブドウ栽培学校の年報によると1961年から1990年の年間平均気温は、9.6℃、年間降水量は740mmである。1971年から2000年のこれらの数値は10.0℃、738.4mm、2002年には11.1℃、959mmであった。1961年から1990年までの各年1月の平均は0.6℃、57mm、1971年から2000年のそれは1.4℃、51.7mm、2002年は0.8℃、21mmであった。同様に7月は、1961年から1990年までが18.7℃、65mm、1971年から2000年が19.2℃、74.5mm、2002年が18.8℃、92mmであった。
ヴァインスベルク・ブドウ栽培学校の気象データでは、1900年から2006年までの間に年間平均気温は、9.2℃から10℃にまで上昇している。

## 歴史

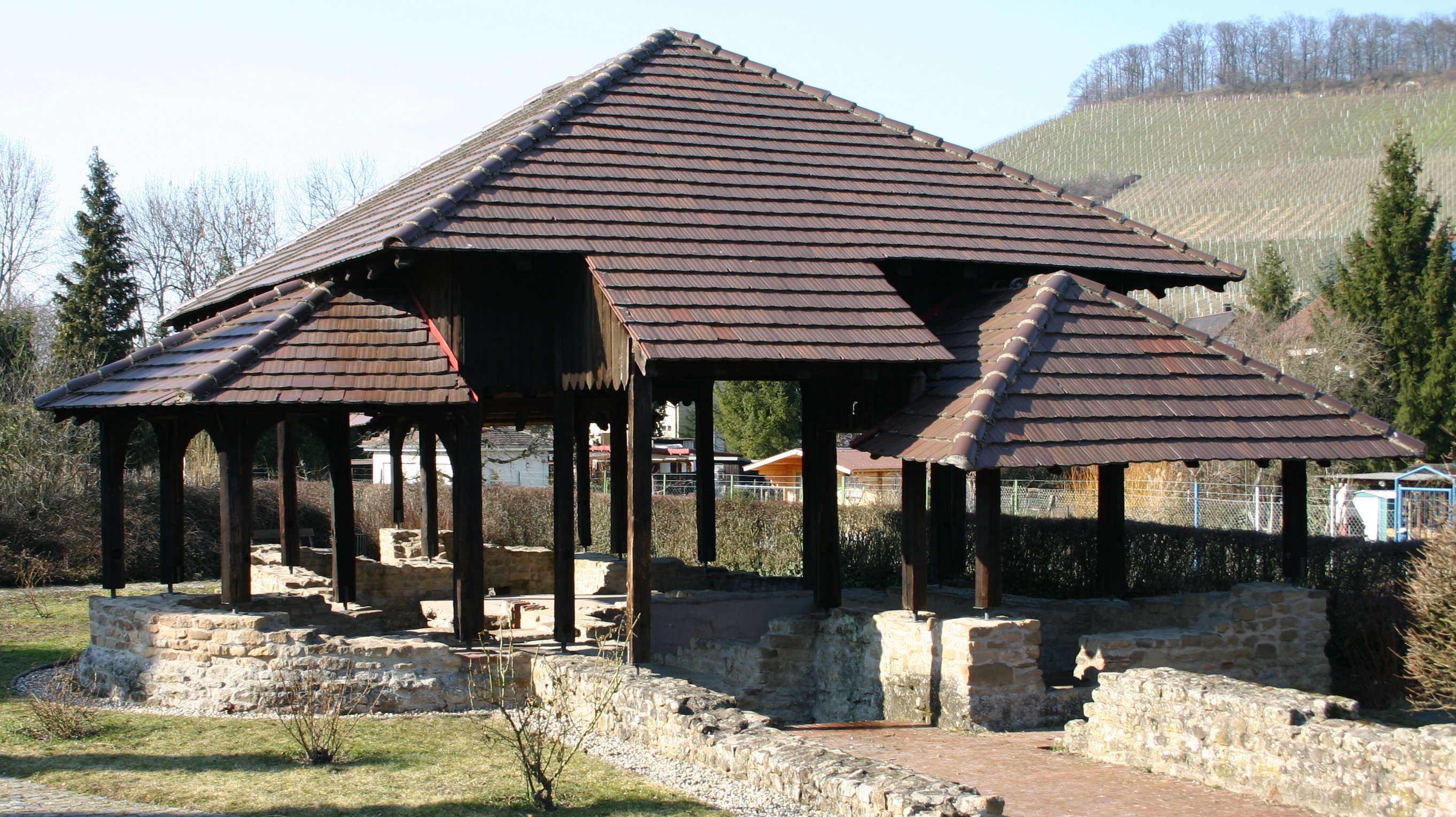
ローマ時代の浴場跡。（柱と屋根は、遺跡保護のため20世紀に新しく造られたものである。）

### 前史時代から古代
ヴァインスベルクの最も古い入植地跡は、市境付近の森の中のユーゲンベルク開放耕地にある「カイザーフォルヘ」と呼ばれる、これまでほとんど研究されていない墳丘である。この墳丘は、ハルシュタット期の遺跡に分類されるものと推定されている。
19世紀にヴァインベルクの市境で紀元前2世紀のケルト時代の銀貨が発見された。この硬貨に記された "V, O, L, C"の文字は、南ドイツに住んでいたケルト人のウォルカエ族のものであることを示している。これにより、この時代の、少なくとも一時期は現在のヴァインスベルクの市域にケルト人が住んでいたことが示された。
確実に証明できる最初の入植者は、ローマ人である。2世紀には現在の市域に、ネッカーリーメスのベッキンゲン城砦からオーバーゲルマニシェ・リーメスのエーリンゲン城砦に通じるローマ街道が通っていた。この街道沿いの、後の城山の麓に、148年から161年の間にローマ式大農場が建設された。この農場は、アレマン人によって、234年あるいは259年から260年に破壊された。この農場の浴場跡（ヴァインスベルクではRömerbad（ローマ風呂）と呼ばれている）が1906年に発掘され保存されている。また、農場の残りの部分も1977年に発掘された。

### 中世

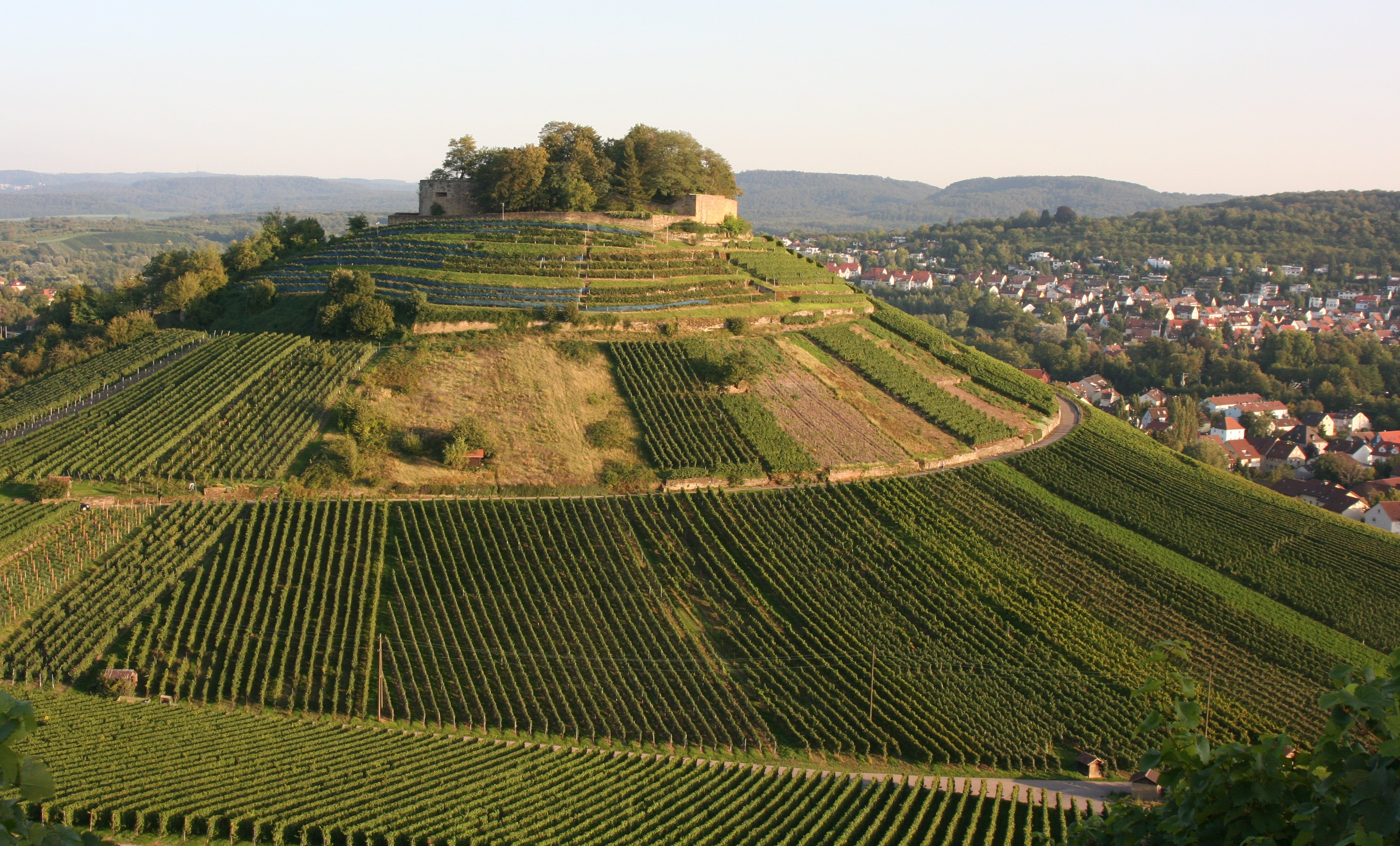
ヴァイバートロイ城趾の城山

アレマン人は、500年頃にフランク人によって駆逐された。フランク人は、エアレンバッハとゲルマースバッハの間に位置するヴァイセンホーフ西部の市境付近に、7世紀に定住した。778年にはヴァインスベルク周辺地域が、Sulmanachgowe（おそらくネッカーズルムを首邑とするズルムガウ）としてカール大帝のロルシュ修道院への贈与証明書に記載されている。現在のヴァインスベルクの市域には中世の入植地がいくつも（ボーデルスホーフェン、ブルヒャルデスヴィーザン、リンダッハなど）存在していたことが証明されている。その一部は、市の創設後も遺っていたが、やがて消滅した。
おそらく1000年頃に、ハイルブロンとシュヴェービッシュ・ハルとを結ぶ通商路沿いの山の上に、帝国の城としてヴァインスベルク城が建設された。シュタウフェン家とヴェルフェン家の争いの時代、この城は、1140年にドイツ王コンラート3世により包囲された。ヴェルフ6世が率いる救出部隊がシュタウフェン側との戦いに敗れ、ついにヴァインスベルクは1140年12月21日に降伏した。Chronica regia Coloniensisの記述によれば、城の女達は追放されるに際して自分で運べる分の荷物は持って行くことが許可された。すると女達は自分の夫を背負って城を出て行った。これに対して、王は前言を翻さなかった。この女達は、貞節な女房達として知られている。この故事にちなみ、この城（現在はその遺跡が遺る）はヴァイバートロイ城（Burg Weibertreu、Weiber＝「女房」、treu=「貞節」）と呼ばれるようになった。

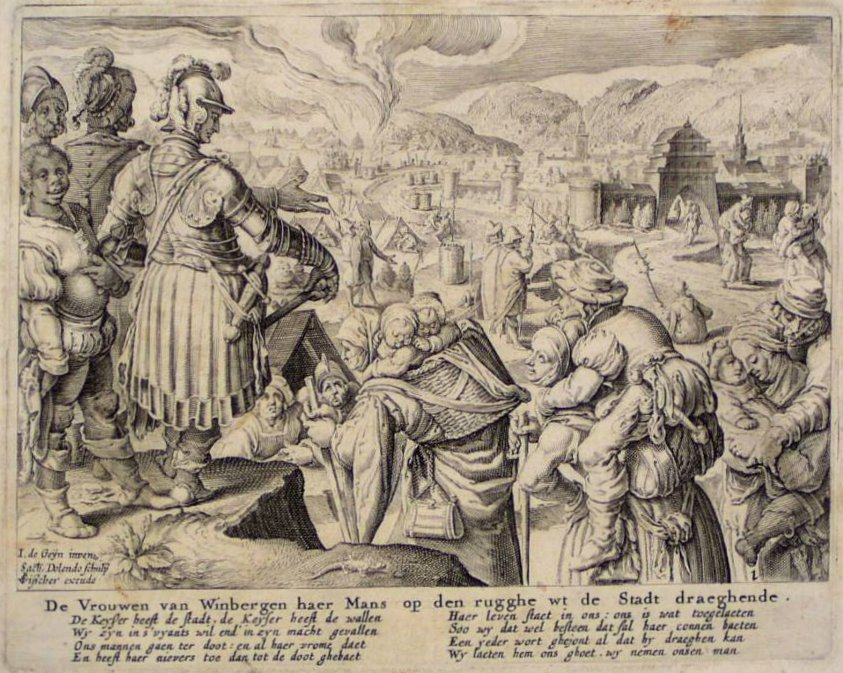
ヴァイバートロイの故事を描いた16世紀の銅版画

シュタウフェン家は、グミュント地方の官僚一門を、この城に統治者として送り込み、地名にちなんで "von Weinsberg" （ヴァインスベルク家）の名付けた。この一門は1450年までこの城を帝国レーエンとして保持した。城山の斜面には城下町が形成されていった。谷間に形成された市場町は、城や周辺の村への物資の補給地点として役に立った。1200年頃、ヴァインスベルク家は、斜面の城下町と谷間の市場町の間にヨハネス教会を建設した。
おそらく、同じ頃にヴァインスベルク市も形成され、市壁が建設された。1241年のシュタウフェン家の収入目録（ライヒスシュタウアーリステと呼ばれる）には、この都市について29箇所の記載がある。これはドナウヴェルト、ヴィースバーデン、オッフェンブルク、コンスタンツと同じ回数である。この都市がいつ都市権を獲得したかは不明である。しかし、それは1241年以前であったはずだ。なぜなら、この年にドイツ王ルドルフ1世はレーヴェンシュタイン市に、ヴァインスベルク市の前例にならって都市権を与えているからだ。こうしてヴァインスベルク市は初め、半分は帝国都市、残る半分はヴァインスベルク家が領するヴァインスベルク城の所領として、ワイン製造権をはじめとする様々な特権を有していた。こうした権利や、帝国都市の地位を保持し、いくつかの都市同盟に参加してそれを誇示したことは、都市と領主の間で数々の諍いを引き起こした。

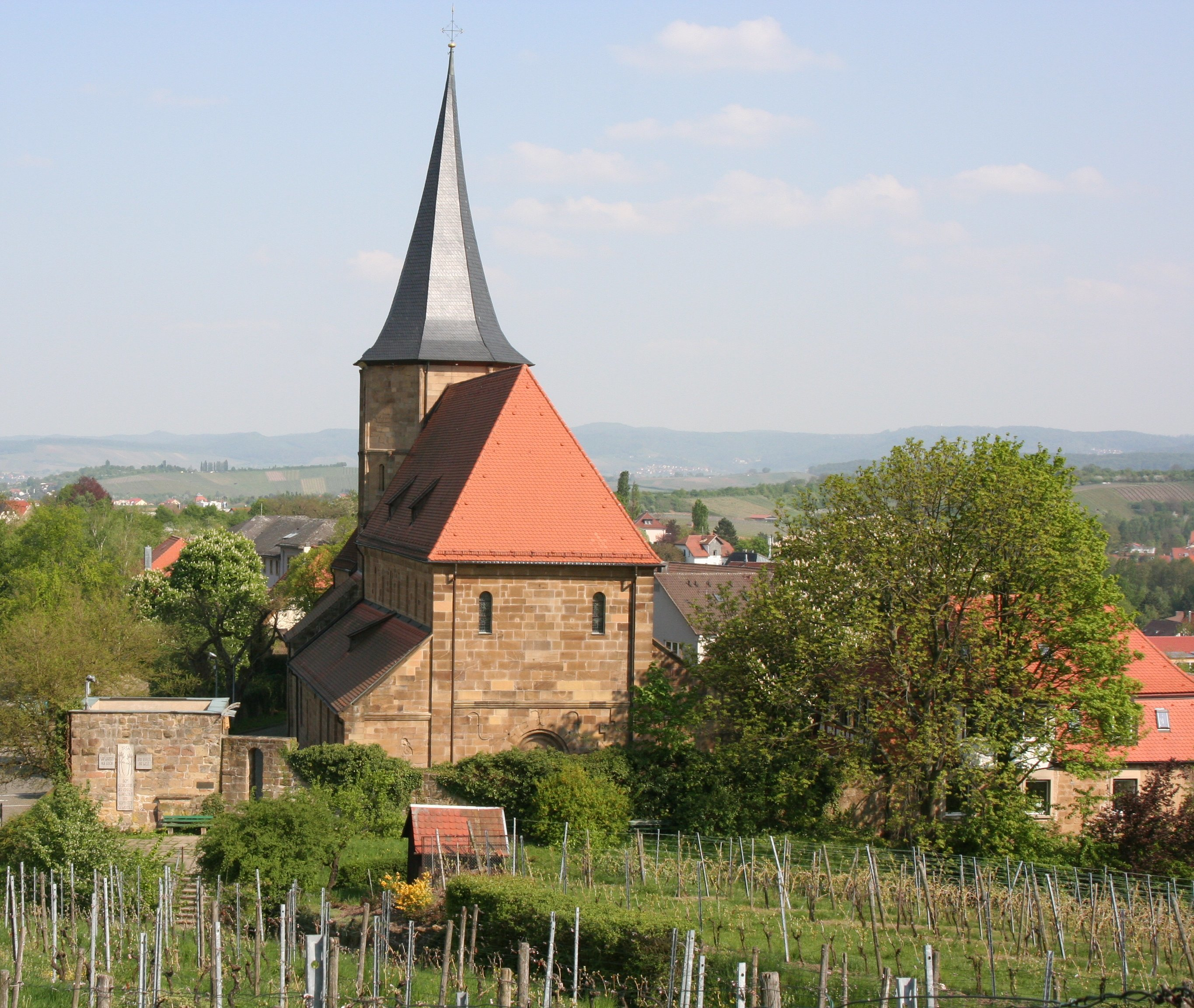
旧市街の北西角にあたるヨハネス教会と旧市壁跡

13世紀の初めに造られた市壁は市を完全には取り囲んでおらず、北西の城との間が開いていた。そのかわりに、この開口部の両端に向かって、城から斜面に沿って下るようにSchenkelmauerと呼ばれる壁が延びていた。この2つのSchenkelmauerの間の領域は城の真下にあたり、聖職者の館や官僚の屋敷、領主の召使いの家が建ち並んでいた。おそらく1332年に、市民らはこの区画を取り壊して、市の西側で向かい合う城との間に境界を設けたと、1375年の文書に記されている。その後、城主一門の中で争いが起き、その過程で、都市と城の間に壁が築かれ、その前面に現在はBurgweg（お城通り）となっている濠が掘られた。Schenkelmauernは、おそらくこの時に撤去されたと思われる。
城主同士の争いは長く続いた。1417年5月22日、皇帝ジギスムントは、ついに大侍従長コンラート9世フォン・ヴァインスベルクを封じ、これによりヴァインスベルクは帝国都市から地方都市へと格下げされた。これに対してヴァインスベルクは、保護を都市同盟に求め、ヴァインスベルク保護のためのヴァインスベルガー同盟が1420年11月27日に33の帝国都市の間で締結された。
ヴァインスベルクが、コンラート9世を領主として認めず、彼に納めるべき税の支払いを拒否したため、コンラート9世は王の法廷において1422年2月10日にその指導者の追放を諮り、王の認可を得た。この刑をも市民達が無視したため、1425年に今度は永久追放刑が宣された。また、この他に教皇（おそらくマルティヌス5世）は、1424年に彼らを教会から破門した。しかし、これらのいずれも実効を伴わなかったため、コンラート9世は大胆な手段に打って出た。彼は、ヴァインスベルクと同盟したシュヴァーベン地方の都市を標的とした。彼はまず、ヴァイカースハイムと宮中伯オットー1世フォン・プファルツ＝モスバッハが領するジンスハイムとを交換し、獲得した。フランクフルトの市場へ通じる幹線道路がジンスハイムの町を通っており、彼はその街道の通行権を握ったのだった。1428年8月に彼はジンスハイムで市場に向かう商人を急襲し、ヴァインスベルクと同盟した20都市の商人149人を拘束した。このうち37人がウルムの商人であったことが分かっている。このため、フランクフルトの定期市は中止せざるを得なくなった。王はこれを自分に対する侮辱であると感じ、コンラートへの好意を翻した。商人を捕らえられた都市は、1428年10月にハイデルベルクでコンラートと和解したのだが、王はこの和解を認めなかった。2年後の1430年に、先の和解に基づき、今度は王も含めた上で、改めて和解がなされた。この時結ばれた契約の中で、コンラートはヴァインスベルクを、分割することなく、帝国都市と認めるしかなかった。
ところが、早くも1440年のベーベンベルガー・フェーデの時代に、ヴァインスベルクは再び帝国都市の地位を失った。1435年、シュヴェービッシュ・ハル近郊ラインスベルクの主任司祭の人選に端を発したこのフェーデは、ヴュルツブルク司教およびその教区代表者であるクンツ・フォン・ベーベンブルク 対 帝国自由都市ハルおよびその同盟都市（ヴァインスベルクもその一つであった）との間の戦いであった。ハル側は、皇帝からの特権を訴え、対立する側を治安の妨害者であると非難し、ヴュルツブルク及びニュルンベルクの法廷は、これに有罪の判決を宣した。一方、クンツ・フォン・ベーベンブルクは、都市同盟側に対抗する同盟者を募り、最終的には1446年まで続くことになる一連のフェーデに突き進んでいった。テュービンゲンの教授であったマルティン・クルジウスが1596年にフランクフルト・アム・マインで書いたシュヴァーベン地方の年代記 Paraleipomenos Rerum Sueuicarum Liber によれば、クンツ・フォン・ベーベンブルクとハンス・フォン・ウルバッハに率いられた一団の騎士たちは、大きなワイン樽（「トロイの樽」と呼ばれる）に兵士を詰め、ヴァインスベルクにこれを送り込んで、市門を開けることに成功し、この都市を占領した。1440年9月16日にこの都市は、プファルツ選帝侯ルートヴィヒ4世に3,000グルデンで売却された。ヴァインスベルクの同盟都市が7,966グルデンの身代金を調達できなかったため、この都市はプファルツ選帝侯領の一部に編入された。1450年、プファルツ選帝侯フリードリヒ1世は、ヴァインスベルクの城の領主権と、都市に残されていた諸権利を買い取り、これにより完全なヴァインスベルクの領主となった。
1460年春、プファルツ選帝侯フリードリヒ1世と敵対していたヴュルテンベルク伯からヴァインスベルクを防衛すべくプファルツ選帝侯の廷吏ルッツ・ショット・フォン・ショッテンシュタインが、帝国都市ハイルブロンおよびヴィンプフェンと同盟を結び、ヴァインスベルクに入った。ヴュルテンベルク伯は2000から3000人の軍勢を率いてマウルブロン修道院を発った。Speyerischen Chronikの記述によれば、ショットとその同盟軍は、作戦地域の守備を固め、ヴァインスベルクを守り抜いた。この戦いで、2人の騎士の他、60人が亡くなった。その中にはハンス・フォン・レヒベルクやヘルフェンシュタイン伯も含まれていた。

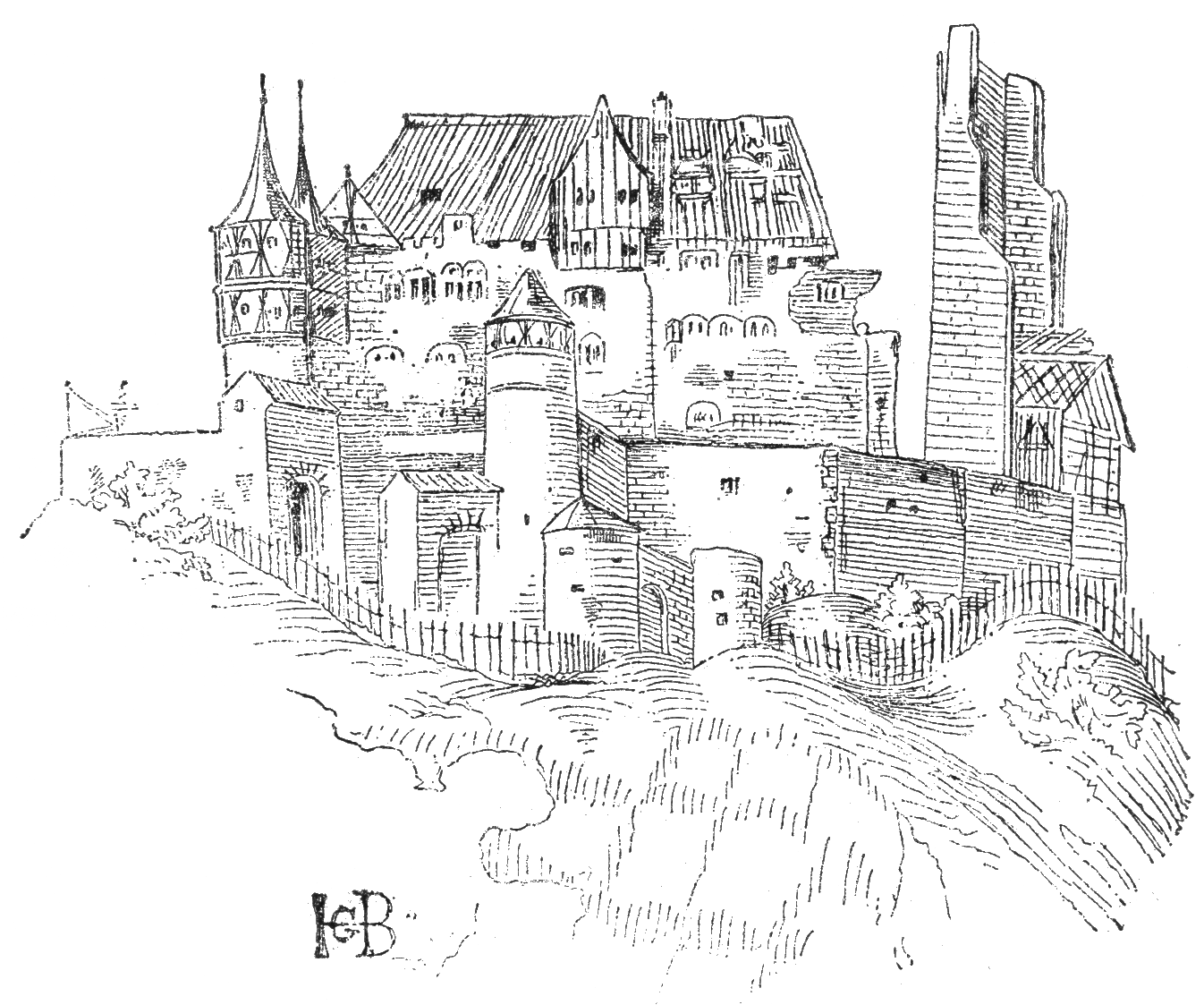
1515年ハンス・バルドゥンク・グリーン作のヴァイバートロイ城のスケッチ

### 16世紀から19世紀まで
ランツフート継承戦争では、1504年にヴュルテンベルク公ウルリヒが3週間の包囲戦の後ヴァインスベルクの城と街を占領した。1512年にプファルツ選帝侯とヴュルテンベルク公の間で締結されたウラッハ条約によりヴァインスベルクは正式にヴュルテンベルク領となった。1520年には全ヴュルテンベルク領と共にオーストリア領となった（1534年まで）。

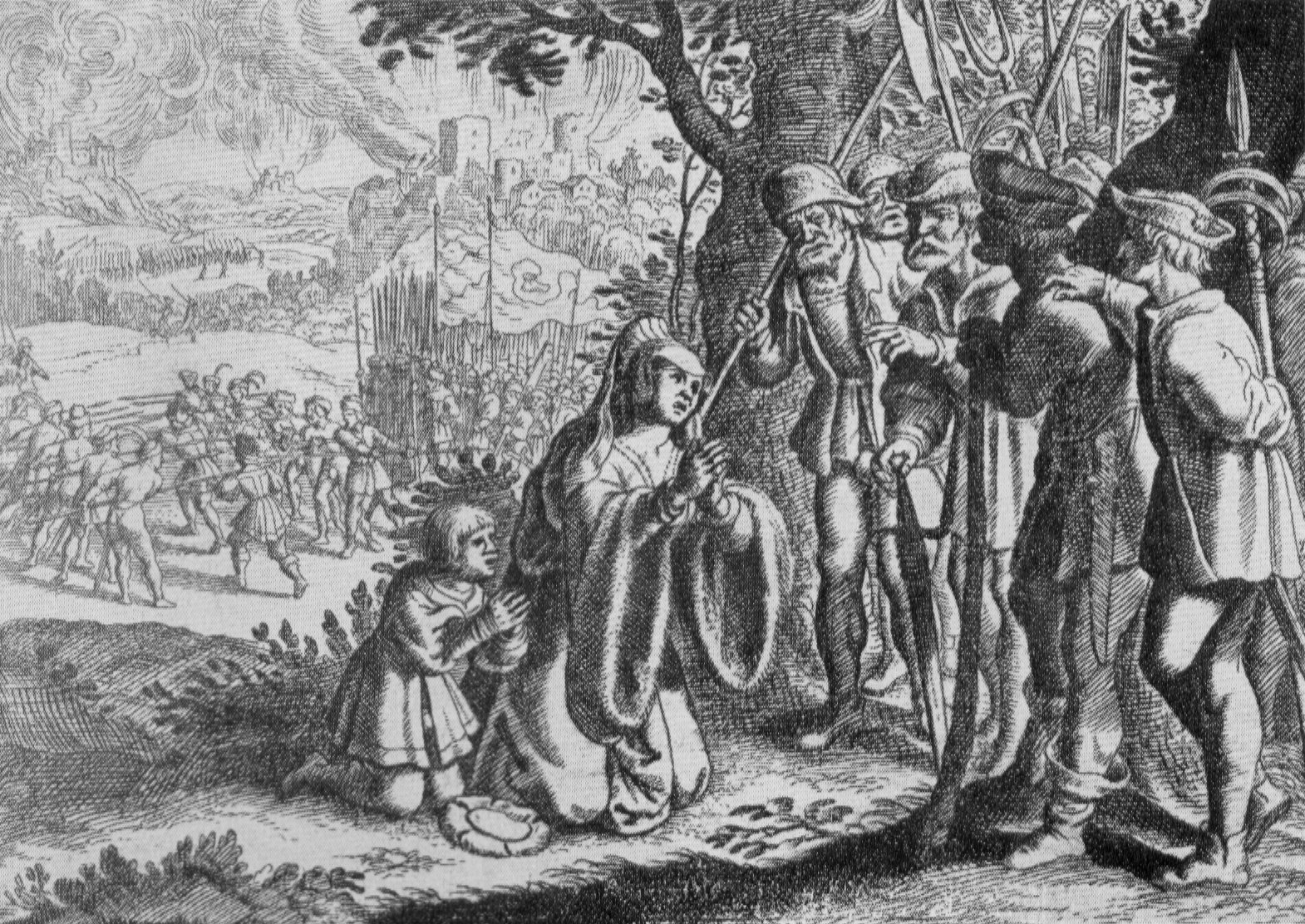
夫への慈悲を乞うヘルフェンシュタイン伯夫人

ドイツ農民戦争では、1525年4月16日、イースターの日曜日に城と街が蜂起した農民達に占拠された。城は略奪された後、火がつけられ、城はこれ以来廃墟となった。ヴァインスベルクで捕らえられた官僚で全ヴュルテンベルクの農村の総代官であったヘルフェンシュタイン伯ルートヴィヒ・ヘルフリヒは、供の騎士や従者と一緒に市壁の前で槍を構えた兵士の間を歩かされ、なぶり殺しにされた。この「ヴァインスベルク血のイースター」はシュヴァーベン同盟の復讐心を呼び起こし、5月21日にヴァインスベルクは焼き討ちされた。この都市は自治権や都市権を奪われ、都市の収入はそのまま直接上級官庁に納められた。市民らは毎年200グルデンの賠償金の支払いを強いられた。また、ヘルフェンシュタイン伯の遺族への慰謝料の支払いも、1534年までヴァインスベルクに求められた。さらに、破壊された建造物の再建が禁じられたが、これはその年の内に撤回された。この禁令を解いた1525年11月17日付けの復讐断念書では、塔を含む全市壁の破壊も定められたが、これは実行されなかった。ウルリヒがヴュルテンベルクに帰還した1534年以降ヴァインスベルクは彼に忠誠を誓い、再び「都市」と呼ばれるようになった。ただし、公式にヴァインスベルクが再び都市権を得たのは、1553年、ヴュルテンベルク公クリストフに再びこれを与えられた後である。

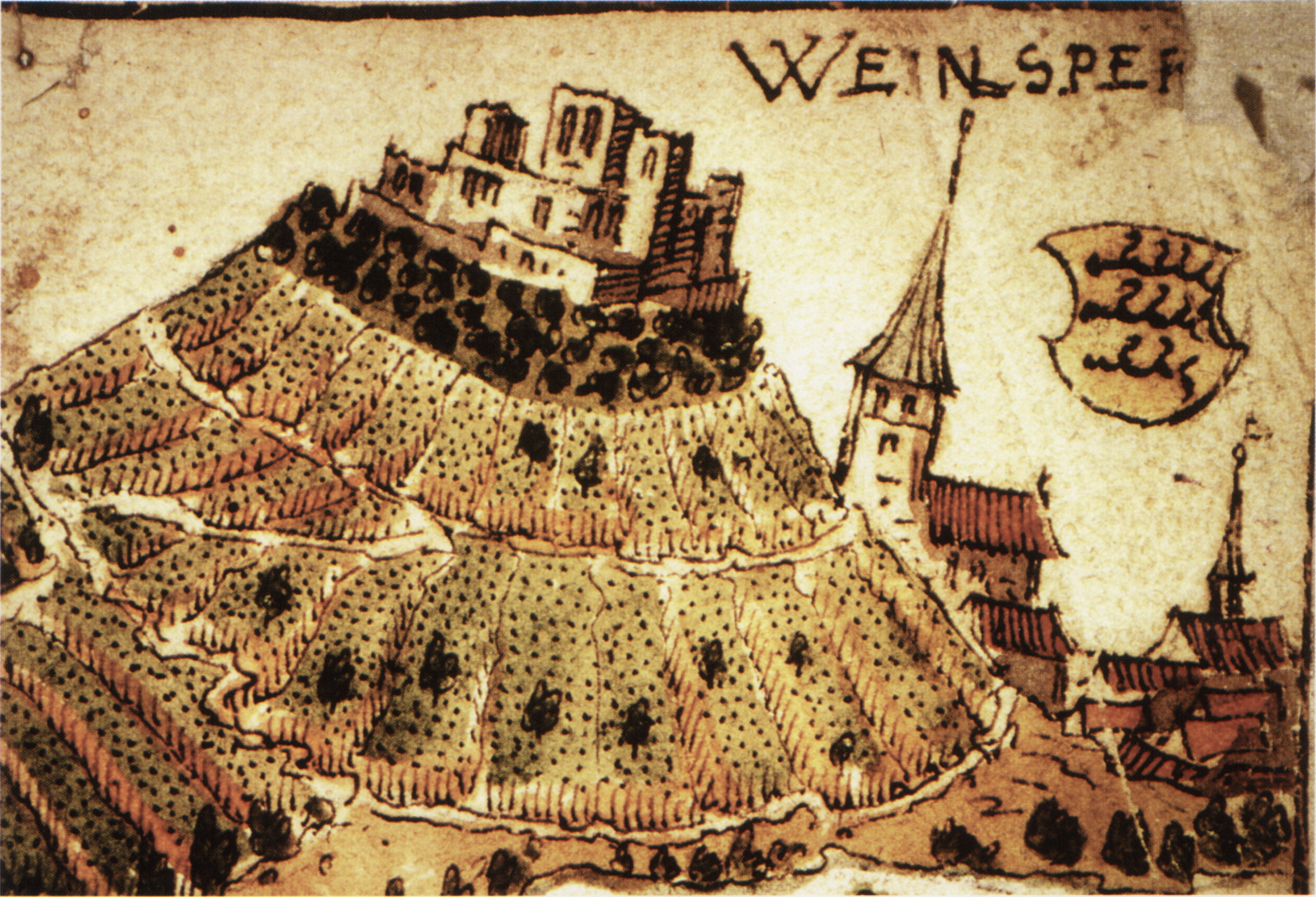
1578年のヴァインスベルク。ハイルブロン周辺地図の一部

シュマルカルデン戦争では、1546年12月21日にヴァインスベルクは、皇帝カール5世によって戦闘行為のないまま占領された。続いて1549年11月から1551年10月までは、スペイン軍がこの都市に駐留した。その後、数十年は静寂が訪れた。しかし感染症、すなわち1529年の「イギリス汗」（回帰熱あるいは腎症候性出血熱ではないかと推定されている）、1571年、1585年、1597年、1612年のペスト、によってその静寂はしばしば破られた。
三十年戦争の時代、何度も兵士がヴァインスベルクに駐留した。1634年9月、皇帝軍に落ち、街は略奪され、10人が殺害された。1625年と1635年にペストが流行し、1640年までに人口のおよそ2/3が失われた。同じ1635年には、皇帝フェルディナント2世がヴァインスベルクの城と街をトラウトマンスドルフ伯マクシミリアンに贈ったが、1646年にどちらもヴュルテンベルク公に返還された。このエピソードに基づき、マクシミリアンの子孫は現在でも「フォン・トラウトマンスドルフ＝ヴァインスベルク」と称する。

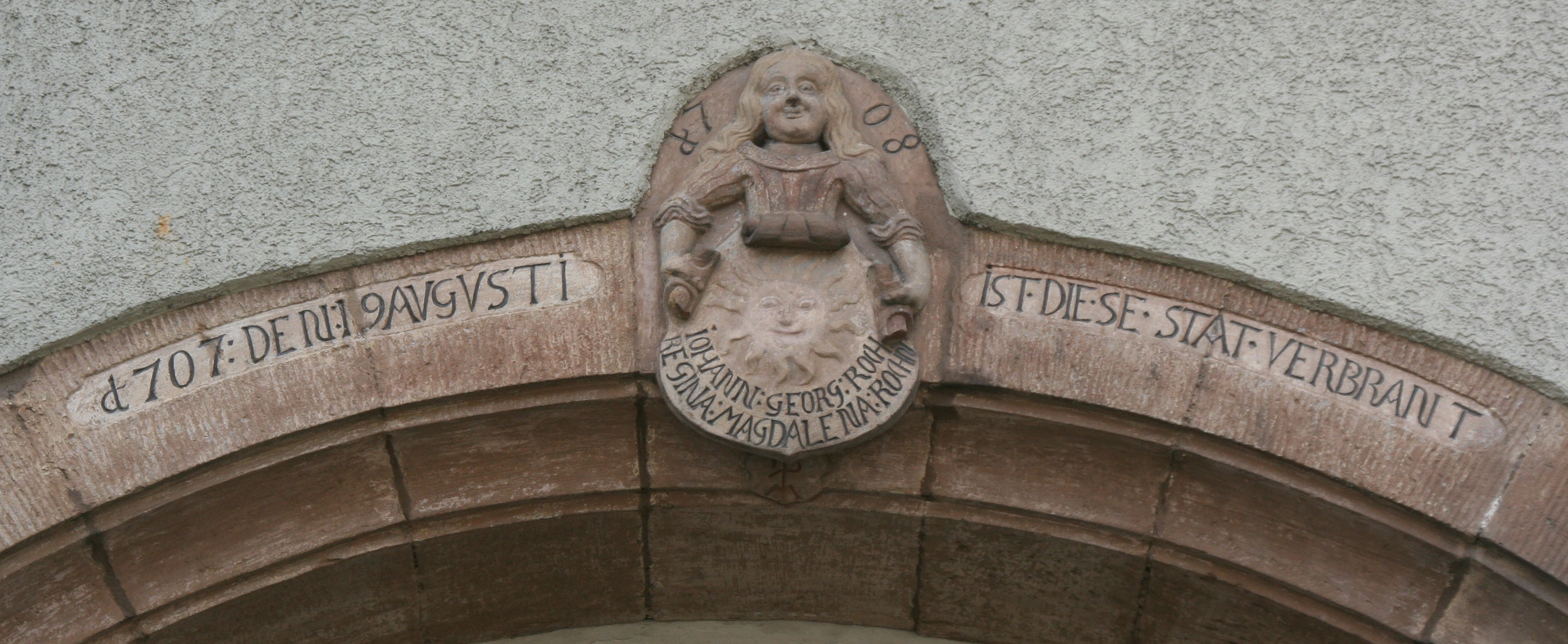
マルクト広場に面した、かつては旅館「Zur Sonne」だったの中庭の門に残された1707年の火災を記した銘文

1649年から1742年までヴァインスベルクは（メックミュールやノイエンシュタット・アム・コッハーとともに）ヴュルテンベルク＝ノイエンシュタット家の支配下にあった。この間の1707年8月19日に都市の2/3を焼く大火災が起き、市内は数年のうちに再建された。この時の再建では、広くて明るい通りがマルクト広場を貫くように造られたものの、市内は主なワイン製造所が利用する入り組んだ細い道が張り巡らされた中世風のたたずまいが遺された。1755年にヴァインスベルクはオーバーアムト（上級地方行政機関）の所在地となった。

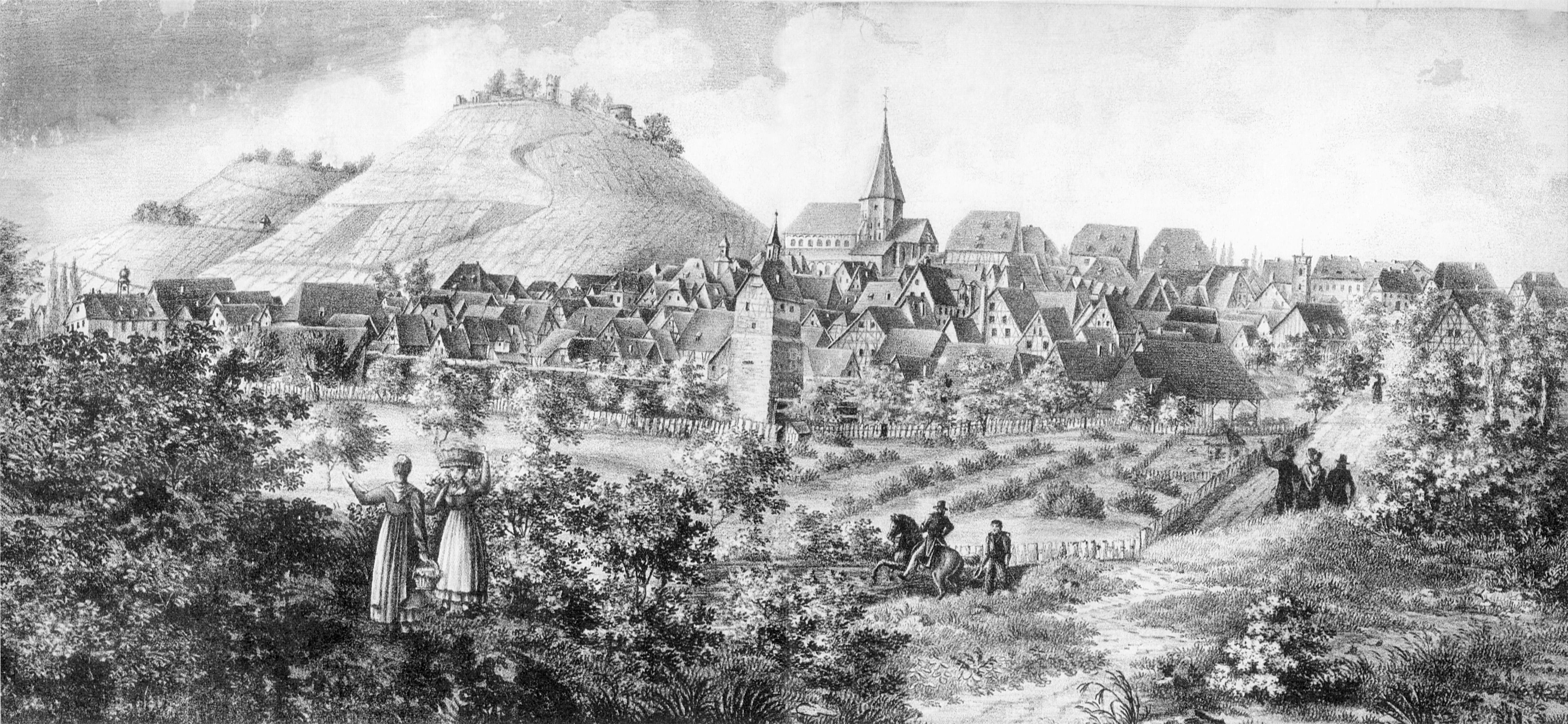
19世紀初め（1803-1809年頃）のヴァインスベルク

1817年、特に北米への移民ブームが訪れた。このブームは19世紀末まで続いた。その背景には、経済的事情（たとえば、凶作による困窮）の他に、政治的事情もあった。後に有名になるフリードリヒ・リスト（かつてはヴュルテンベルクの会計官だったこともある）は、1817年の春、移民ブームの背景を調査するためにヴァインスベルクに送られた。彼はその主因を封建的な権限（たとえば夫役など）や、個人レベルでは、傲慢不遜な官吏であるとした。彼がシュトゥットガルトの政府に提出した報告書には、その核心部分に、移民たちは「ヴァインスベルクの市民であることよりもアメリカで奴隷となることを望んだのだ」と書かれている。1892年になってやっと、北米への移民ブームの終焉が訪れた。工業化とそれに基づく経済発展が、市民の生活状況を改善したのであった。

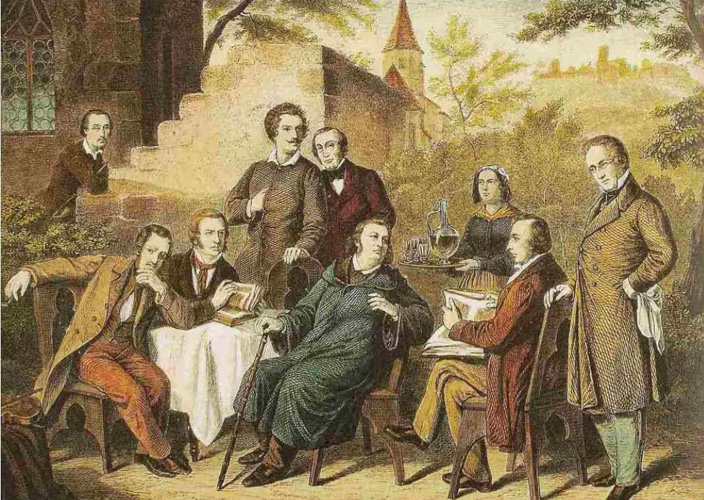
庭でくつろぐケルナーとその文人仲間

詩人で医者のユスティヌス・ケルナーは、1819年から1862年に亡くなるまでヴァインスベルクに住んだ。1822年に建てられた彼の家、ケルナーハウスにはルートヴィヒ・ウーラント、グスタフ・シュバープ、ニコラウス・レーナウといった親しい詩人たちがしばしば訪れ、ヴァインスベルクは「シュヴァーベンのヴァイマル」との称号を授けられた。ケルナーは郷土保護・記念物保護の面でも活躍した。彼は城址の撤去を阻止した。城は時代とともに荒廃し、ヴァインスベルク市民たちは、これを都合の良い石材として利用しようとしていた。さらにケルナーは城址の維持管理のために142人のヴァインスベルク女性とともにヴァインスベルク女性協会を創設し、1824年にはヴュルテンベルク王ヴィルヘルム1世からこの協会に城址が下賜された。この協会は現在も残っている。（現在の名称は、Justinus-Kerner-Verein und Frauenvereins Weinsberg（「ユスティヌス・ケルナー協会およびヴァインスベルク女性協会」））である。

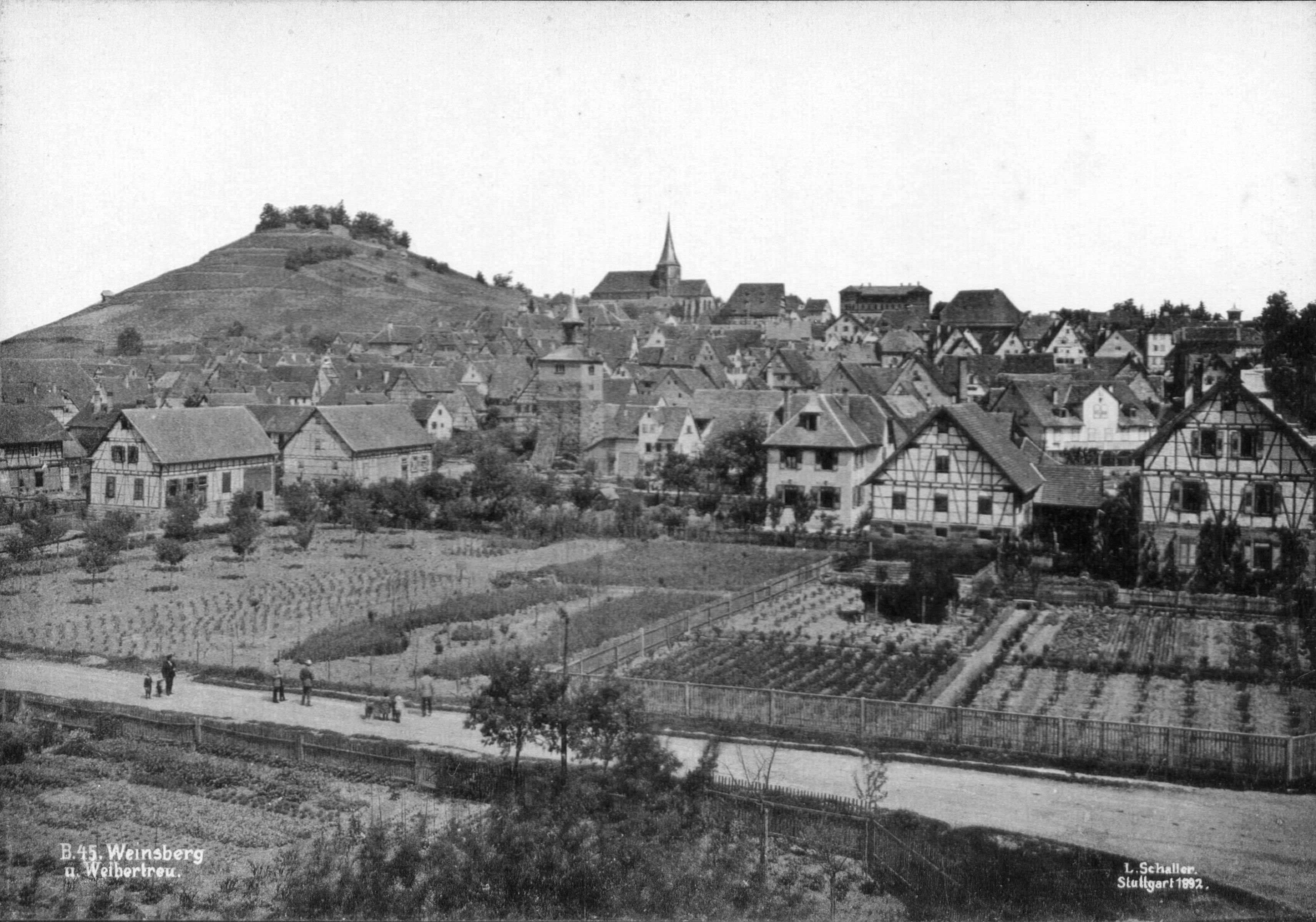
1892年のヴァインスベルク

1860年から1862年に、ハイルブロンからヴァインスベルクを経由してシュヴェービッシュ・ハルへ行く鉄道が建設され、1867年にはさらにクライルスハイムまでつながった。この鉄道はヴァインスベルクに発展をもたらし、繁栄を持続させた。1868年に、長い準備の末、王立ブドウ栽培学校ヴァインスベルクが創設された。学校は名前を変え、現在も運営されている。

### 20世紀の初めから第二次世界大戦まで
20世紀の第1四半期には、主に駅の近くに設けられた2つの工業地域に、いくつかの工場ができた。製品としては、れんが、タバコ、家具などを生産した。1903年、町外れに新しく王立の医療施設（精神疾患患者の施設）が開設された。この病院は、現在、ヴァイセンホーフ病院と称し、ヴァインスベルク最大の雇用者となっている。1900年、近代的な水道施設が設けられ、1904年には市のガス施設が造られた。また、1912年からは、ヴァインスベルクに電力網が敷設された。

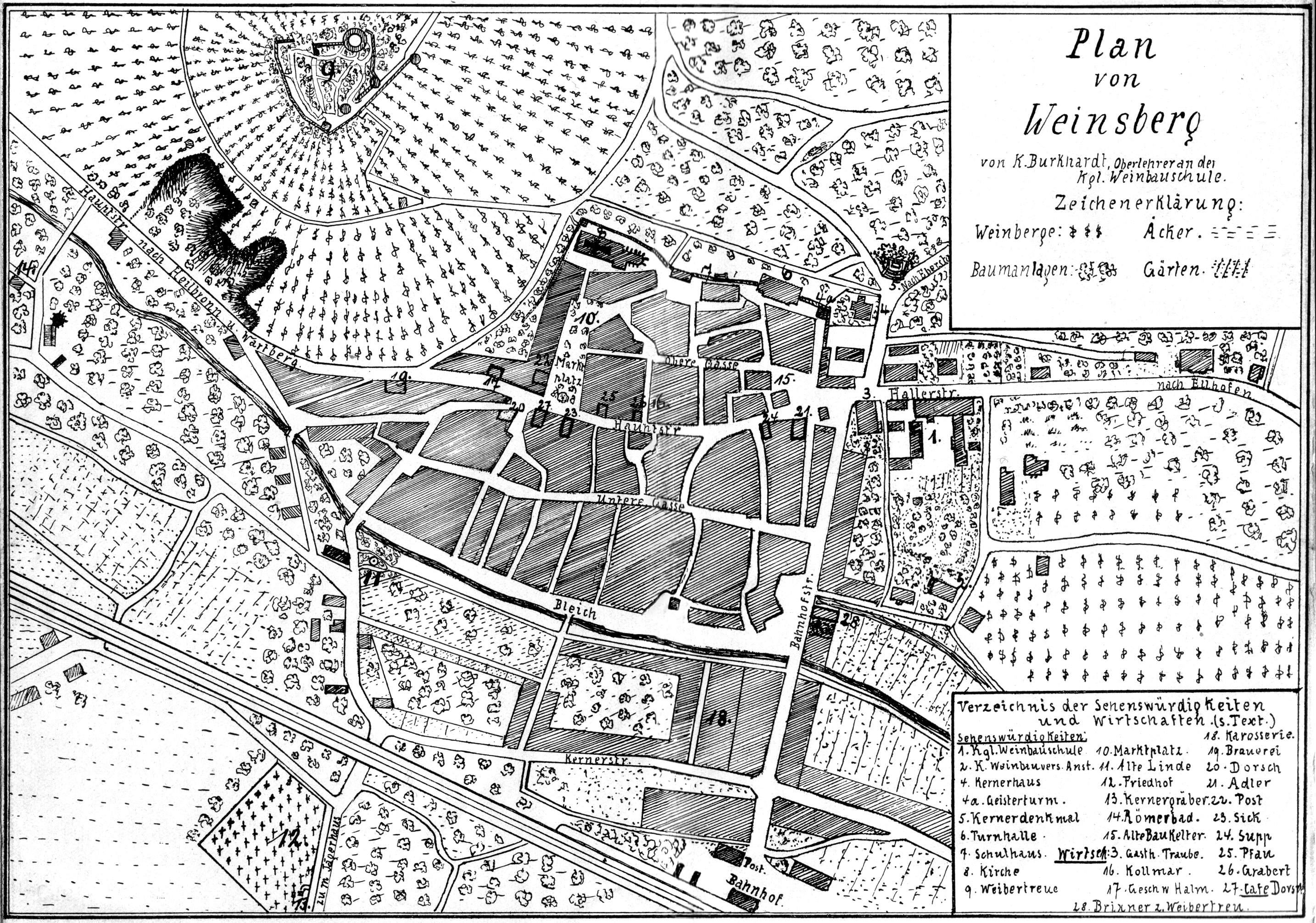
1914年頃のヴァインスベルク都市計画

何度も試みては失敗した末に、ヴュルテンベルクの行政府は、1923年、改めてオーバーアムトの削減に乗り出した。しかし、この改革も失敗し、政府は辞職に追い込まれた。より広い議論の末、1926年にオーバーアムト・ヴァインスベルクが唯一の犠牲となることとなった。猛烈な抵抗の中、4月1日にこの改革令は発効され、オーバーアムト・ヴァインスベルクは解消され、所属していた市町村は周辺のオーバーアムトに分割編入された。ヴァインスベルク自身は、ハイルブロン郡に属すこととなった。かつてのオーバーアムト所在地はその地位を失い、ハイルブロンがこれを得たのである。
国や社会の国家社会主義への傾斜に、ヴァインスベルクも無関係ではあり得なかった。この都市は、1926年にオーバーアムトを失ったことで被った損失を、国家社会主義国家での新しい機能で補おうと試みた。1934年にヴァインスベルクを「ドイツ婦人貞節の都」と名付ける計画が進められた。しかし、この計画に関するヨーゼフ・ゲッベルスの努力は失敗した。それでもわずかに成功したのは1936年の市長ヴァインブレンナーが帝国女性総統ゲルトルート・ショルツ＝クリンクに提出した、ヴァイバートロイ城趾にナチス女性団の教育機関を設立し、城を「ドイツ女性のヴァルハラとする」という提案である。「貞節な女房達」の事件から800年を迎える1940年に開催される大規模な記念式典の場で城は『ドイツ女性のヴァルハラ』の称号を授けられることとなり、その準備が1939年から始められた。しかし、1939年9月1日、戦争開始によりこの計画は撤回された。
軍はヴァインスベルクに定着した。1934年、ハイルブロンとヴァインスベルクの間に位置するヴァルトハイデの練兵場が拡大されることとなり、ヴァインスベルクに80haの土地の無償提供が求められた。結局市は、66haの土地を提供したのだが、それは無償ではなく、通常の売却の形を採った。1936年にこの売却益で市はゲミンゲンの町境付近の土地141haを購入し、この土地は70年以上を経た時点でもなお、ヴァインスベルクの土地となっている。また、同じ年に、市域南部のブリュールタールで練兵場用地に隣接する14haの私有地を押収した。こうして1937年にかつての市境地域にドイツ国防軍訓練場が造営された。戦時中の1940年から終戦の1945年3月まで、この施設は士官捕虜収容所(Oflag V A)として用いられた。1940年にはシュトゥットガルトからヴァインスベルクに至る帝国アウトバーンが完成した。その後数十年この町は、この道路の終点であった。
ドイツ全土の他の都市と同様、ヴァインスベルクでも精神障害者やユダヤ人に対する犯罪行為が行われた。T4作戦に従って、1940年には少なくとも422人がヴァインスベルクの精神病治療施設からグラーフェネック安楽死施設に送られ、殺された。後に、この精神病治療施設は、精神病患者を集め、殺害するためにハーダマー安楽死施設へ送り込むための、中間施設に指定された。1942年に、2人のユダヤ人がヴァインスベルクからテレージエンシュタット強制収容所に送られた。
第二次世界大戦中は、長い間比較的少ない被害で難を逃れ、1944年12月4日に激しい爆撃を受け甚大な被害を受けたハイルブロンからの避難民を受け容れてさえいた。このため、「地元の人間よりも避難民が多いほど、人口が増えすぎた」 のであった。ヴァインスベルク精神病治療施設は、破壊されたハイルブロンの病院施設の替わりに、救命処置をするための病院へとその機能を替えた。戦争末期の1945年4月12日にヴァインスベルクは砲撃を受け、これによって起こった火災で市内の大部分が焼失した。330軒の家屋が燃え、15人が亡くなった。市役所や市文書館（1525年と1707年にも焼失している）も焼失し、多くの重要な市の歴史資料が失われた。

### 第二次世界大戦後

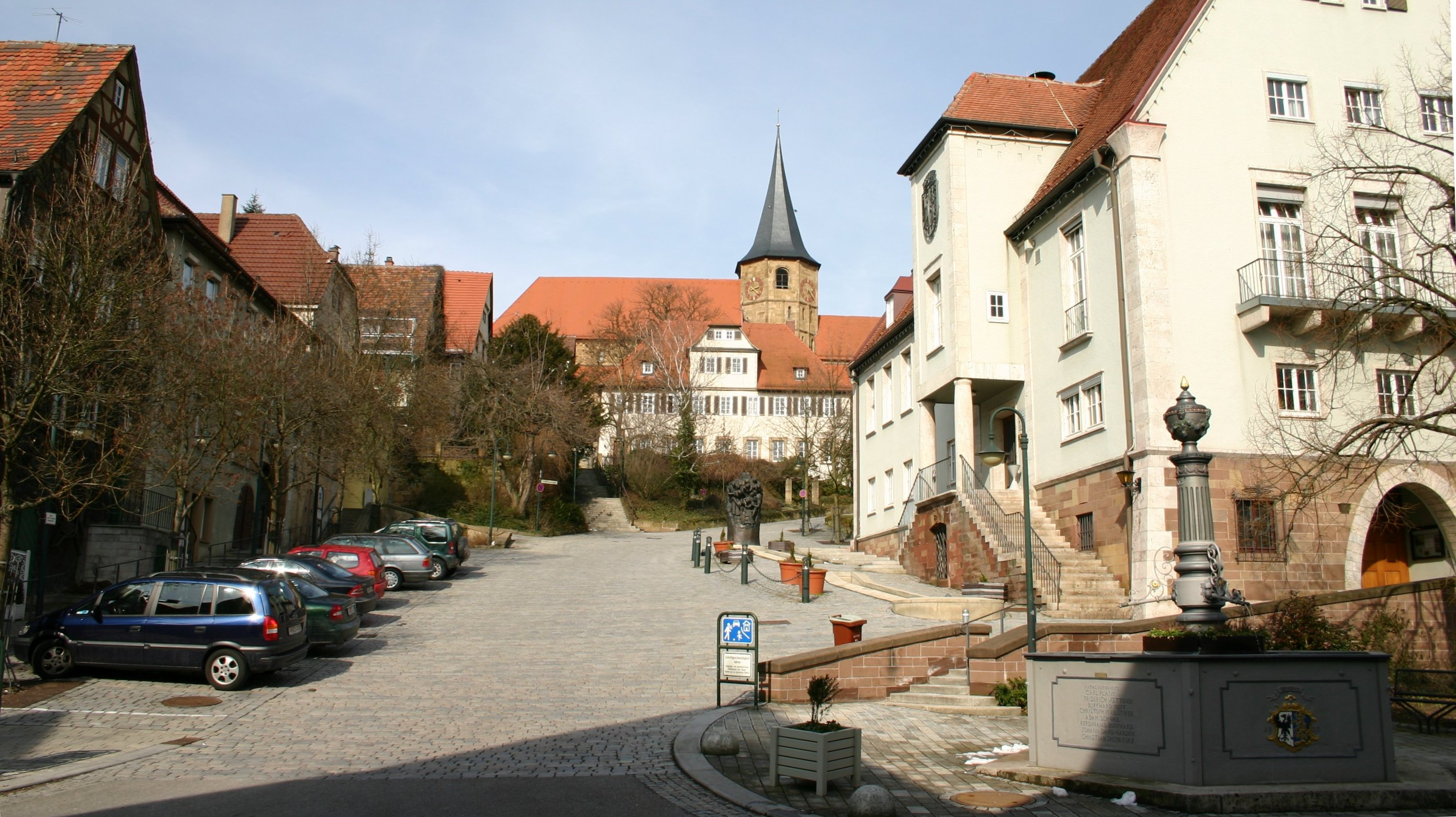
ヴァインスベルクのマルクト広場。画面右手は、1951年から1953年に造られた新しい市役所。画面奥手、広場の突き当たりは教区監督官の館。そのさらに奥の高台にヨハン教会。

戦後、以前の国防軍訓練所や戦争捕虜収容所には、かつて強制労働を科された人やその他の故郷を逐われた人々が、戦勝国によって収容された。1953年にこの収容施設は、東ドイツからの亡命者の収容施設にその機能を替え、1972年11月30日まで存続した。連邦大統領のホルスト・ケーラーも子供時代にここで暮らしたことがある。このキャンプの難民をヴァインスベルクは継続的に受け容れ、彼らは1940年代後半から1950年代の市の再建に貢献した。1955年までに450棟の新築あるいは再建が基本的に完了した。
1960年代および1970年代になると、アウトバーンおよびアウトバーン・ジャンクションの建設で街はこれまでにないほど大きく変化した。ヴァインスベルクは、全方面から便利で素早く到達できるようになったのだが、その代償にアウトバーン建設用地を供出しなければならなかった。1936年から1972年にアウトバーン建設のために提供した土地は、総計で113haであるが、その大部分は1963年以降に提供した土地である。また、これにより、これまでにはなかった騒音問題が持ち上がり、その対策が不可欠のものとなった。
1960年代の終わりに、バーデン＝ヴュルテンベルク州では、郡および市町村の再編が議論されていた。この改革の目標プランは、エーバーシュタット（ヘルツェルンを含む）、エルホーフェン、ゲルマースバッハ、グランチェン、レーレンシュタインスフェルトをヴァインスベルクに合併させるという案であった。この案は、エーバーシュタット、エルホーフェン、レーレンシュタインスフェルトの強い抵抗に遭った。そこで合併するのではなく、その代案として、これらの市町村で自治体行政連合「ラウム・ヴァインスベルク」を形成することで決着した。グランチェンは1973年1月1日に、ゲルマースバッハは1975年1月1日に、ヴァインスベルクと合併した。ヴィンメンタールは元々の目標プランでは新しく創設される自治体であるオーバーズルムに編入される事になっていたのだが、むしろヴァインスベルクに編入されることを希望し、1975年1月1日にヴァインスベルクと合併した。

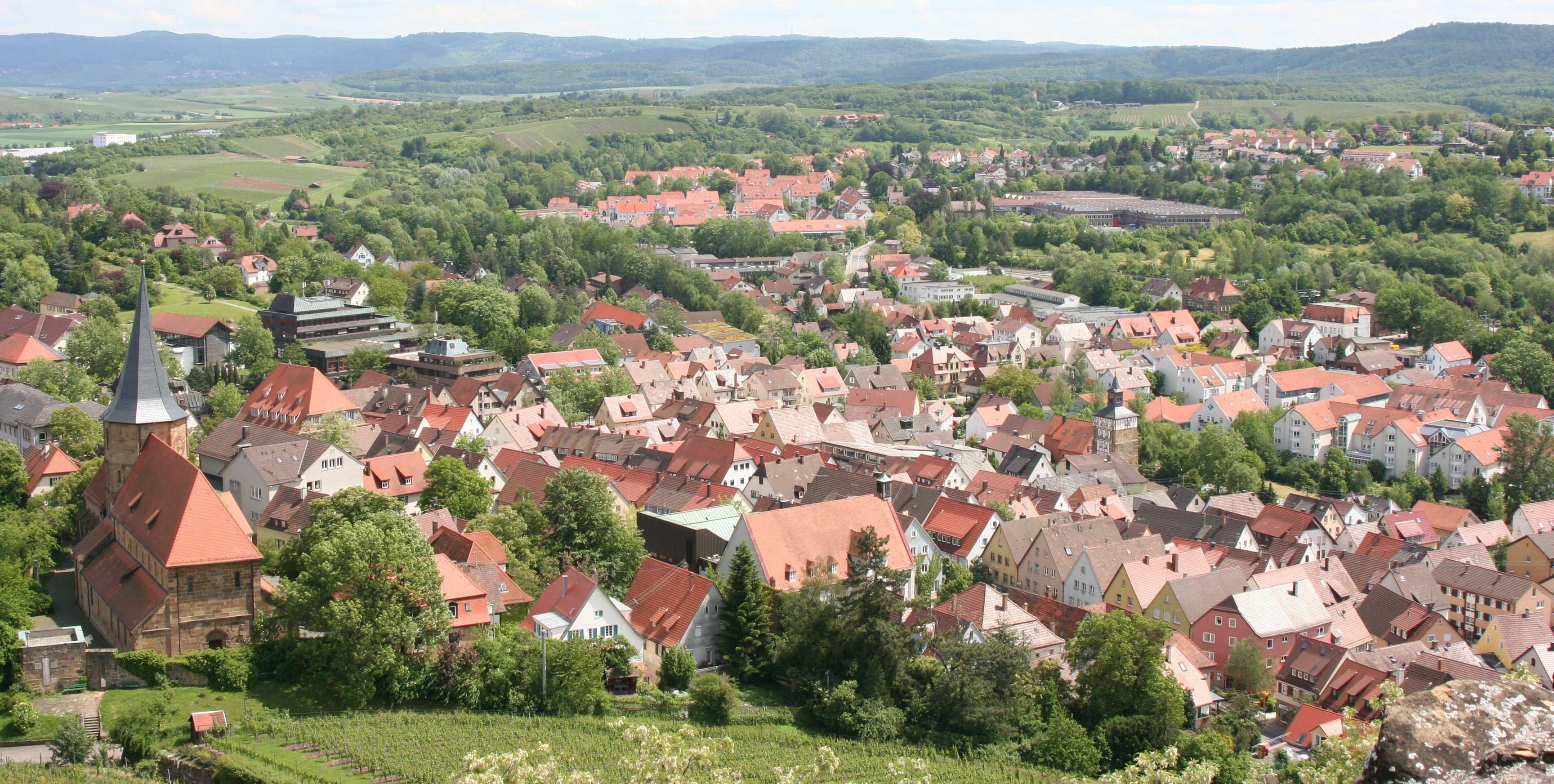
ヴァインスベルク中心街（ヴァイバートロイ城からの眺望）

1970年代の初めは様々な面で変化が起こった時代であった。アウトバーン工事や市町村再編は市の外側からのムーブメントであったが、市はこうしたチャンスを市の内側からのムーブメントを突き動かすことに利用した。墓地の南側にあるグリューネ・ヴィーゼは、1971年から30年が経過するうちに、ギムナジウム、本学課学校、実業学校、2つの基礎学課学校と2つのホールが立ち並ぶロセッカー教育センターへと変貌していった。数年後には新しい住宅地の整備が始まった。1977年、エルホーフェンと境を接するアウトバーンA81号線沿いに大規模な新しい住宅地が造営され、2000年にさらに拡張された。市内中心地区の近代化や改造も促進された。なかでもブドウ栽培学校のあるトラウベン広場は1972年から2002年、旧レンガ工場跡は1984年から1990年、かつてのヴァインスベルク車体工場跡は1986年から1994年にかけて大規模な再開発が行われた。1972年の難民施設閉鎖は、居住区の拡大と、シュタットゼーバッハタール・レクリエーション施設開設の契機となった。また、1970年代半ばから1990年までに実施されたヴァインスベルクのブドウ畑の区画整理は、ブドウ栽培の近代化をもたらした。

### 宗教
ヴァインスベルクは、宗教改革以来、プロテスタントが優勢な都市である。2006年6月30日の調査では、中核部の人口9,132人中、プロテスタント信者は4,310人(47.2%)、カトリック信者は、2,027人(22.2%)であった。

### 市町村合併
バーデン＝ヴュルテンベルク州の市町村再編の時代に、それまで独立した自治体であった小村ゲルマースバッハ、グランチェン、ヴィンメンタールがヴァインスベルクに合併した。3つの村とも古くからヴァインスベルク家の所領となっていた村であった。自治行政当局の目標プランでは、ゲルマースバッハとグランチェンはヴァインスベルクと合併し、ヴィンメンタールは、新しく発足する自治体、オーバーズルムに編入されることになっていた。1972年3月26日、最初にグランチェンが住民投票を行い、ヴァインスベルクへの合併を決定した。1973年1月1日に、人口652人のこの村はヴァインスベルクと合併した。ヴィンメンタールは1974年1月20日に、オーバーズルムに入るかヴァインスベルクへの合併かを問う住民投票を行い、ヴァインスベルクへの合併を決めた。最後にゲルマースバッハが1974年12月に合併を決め、両村は1975年1月1日にヴァインスベルクに統合された。合併時点の人口は、ゲルマースバッハ 691人、ヴィンメンタール 477人であった。

### 人口推移
具体的に人口を推測することができる最も古い史料は、1525年の住民職業目録で、戸数224戸と記録されている。1世帯あたりの人数を平均5人とし、それに奉公人を加えた推定で、人口は、およそ1,200人程であったと推測されている。様々な災厄や、死に至る感染症の流行（1529年の「イギリス汗」、1571, 1585, 1597. 1612年のペスト）にもかかわらず、人口は1620年には1,600人ほどにまで増加した。三十年戦争とそれに続く1625年と1635年のペストの流行で、1640年の人口は540人ほどにまで減少した。1670年の人口は、1,060人であり、1,600人の人口を回復するのは、1810年になってからである。1840年に人口は2,000人に達し、その後しばらくは安定した推移を示した。オーバーアムト・ヴァインスベルクの記録によれば、1858年12月3日の人口は、2,080人であった。1903年に王立の医療施設が開設した後の1907年の人口は3.097人で、この内654人が医療施設内の人間であった。
「逐われた人々」、後の東からの亡命者のための難民施設、の開設により人口増加に拍車が掛かった。一時期は、元々のヴァインスベルク住民の約半数にあたる数の難民が施設に収容され、たとえば1955年には、難民数2,616人に対して、ヴァインスベルク市民は4,982人、州立病院に651人、という具合であった。1960年代の初めには、難民の数も幾分減少し、人口は7,000程度となったのだが、1973年と1975年の合併で再び人口が増加した。1990年には人口11,000人に達した。2007年現在、人口は緩やかに増加しており、新しい住宅地が造成されている。
初め、出稼ぎ労働者としてドイツへやってきて、定住した外国人数は、ヴァインスベルクでもかなりの数に上る。その多くは典型的な労働力輸出国のトルコ、イタリア、ギリシアといった国の人々である。人口比、ほぼ10%程度で安定しており、2006年6月30日の調査では9.1%、周辺地区を除いた中核地区に限るとこれよりも高くて10.4%であった。
| 年   | 人口（人） |
| ---- | ---------- |
| 1525 | 1,200      |
| 1620 | 1,600      |
| 1640 | 540        |
| 1670 | 1,060      |
| 1800 | 1,450      |
| 1810 | 1,634      |
| 1820 | 1,770      |
| 1830 | 1,904      |
| 1840 | 2,039      |
| 1845 | 2,148      |
| 1858 | 2,080      |

| 年   | 人口（人） |
| ---- | ---------- |
| 1900 | 2,479      |
| 1907 | 3,097      |
| 1920 | 3,389      |
| 1930 | 3,600      |
| 1939 | 4,555      |
| 1947 | 5,665      |
| 1952 | 5,837      |
| 1955 | 8,249      |
| 1960 | 6,979      |
| 1965 | 6,993      |

| 年   | 人口（人） |
| ---- | ---------- |
| 1970 | 7,392      |
| 1975 | 8,287      |
| 1980 | 8,799      |
| 1985 | 9,155      |
| 1990 | 10,009     |
| 1995 | 11,070     |
| 2000 | 11,350     |
| 2005 | 11,739     |
| 2010 | 11,581     |
| 2015 | 12,053     |

この表の数値について: 古い時代の値は、推定値、史料文献、あるいは1861年のオーバーアムト・ヴァインスベルクの記録によった。それ以後の数値は公式な計測値、推計値またはヴァインスベルク市の年報に基づくものである。1907年以後は王立医療施設（病院）、1947年から1970年までは難民キャンプ、1975年以降は合併により編入された地区の人口をそれぞれ含む。

## 行政

### 市議会
ヴァインスベルクの市議会議は24議席からなる。市議会には、これに市長が加わり、議長を務める。

### 紋章と旗
ヴァインスベルクの旗の図柄は、左右二分割。向かって左は、銀地に赤い爪と嘴を持ち、赤い舌を出した黒い鷲の半身。向かって右は、青地で、金の山から生える金のブドウの樹と金の支柱。ヴァインスベルクの市の色は青 – 白である。
- 1605年のヨハン・ジープマッハーの紋章本に記載されたヴァインスベルクの紋章
- 1803年の市場の泉に示された紋章
- 1885年の紋章本に掲載されたヴァインスベルクの紋章
- 現在の公式紋章

ヴァインスベルクの紋章の各パーツ（地名にちなんだブドウの木（ヴァインスベルク=Weinsberg=ブドウの山）、帝国直轄地を示す帝国の鷲）は、16世紀に初めて組み合わされて登場する。現存する最も古い1318年の印章は、三峰の山にブドウの木が描かれている。1423年以降の印章には、帝国直轄都市を象徴する帝国の鷲が姿を現す。この街が帝国直轄都市でなくなった後も帝国の鷲は、単独で、あるいはブドウの木との組み合わせで市の紋章に描かれている。1521年の紋章では二分割された分割線から現れる半身の鷲がブドウの木と組み合わされた図案が登場する。多くの場合、鷲が向かって左に描かれ、右にブドウの木という配置である。17世紀から18世紀の印章では、鷲の胸の位置に小さな盾型を描き、その中にブドウの木を配したものも現れる。19世紀以降は、もっぱら二分割した配置の図案だけが用いられている。ブドウの木には、支柱の有無や、三峰のもの、山でなく平ら地面のもの、地面がなく中空に浮いて描かれているものといったバリエーションが存在する。16世紀の紋章には、斜めの分割線を用いたものもある。現在の紋章は、1958年に市が制定し、2月12日にバーデン＝ヴュルテンベルク州の内務省が認可したものである。

### 友好都市

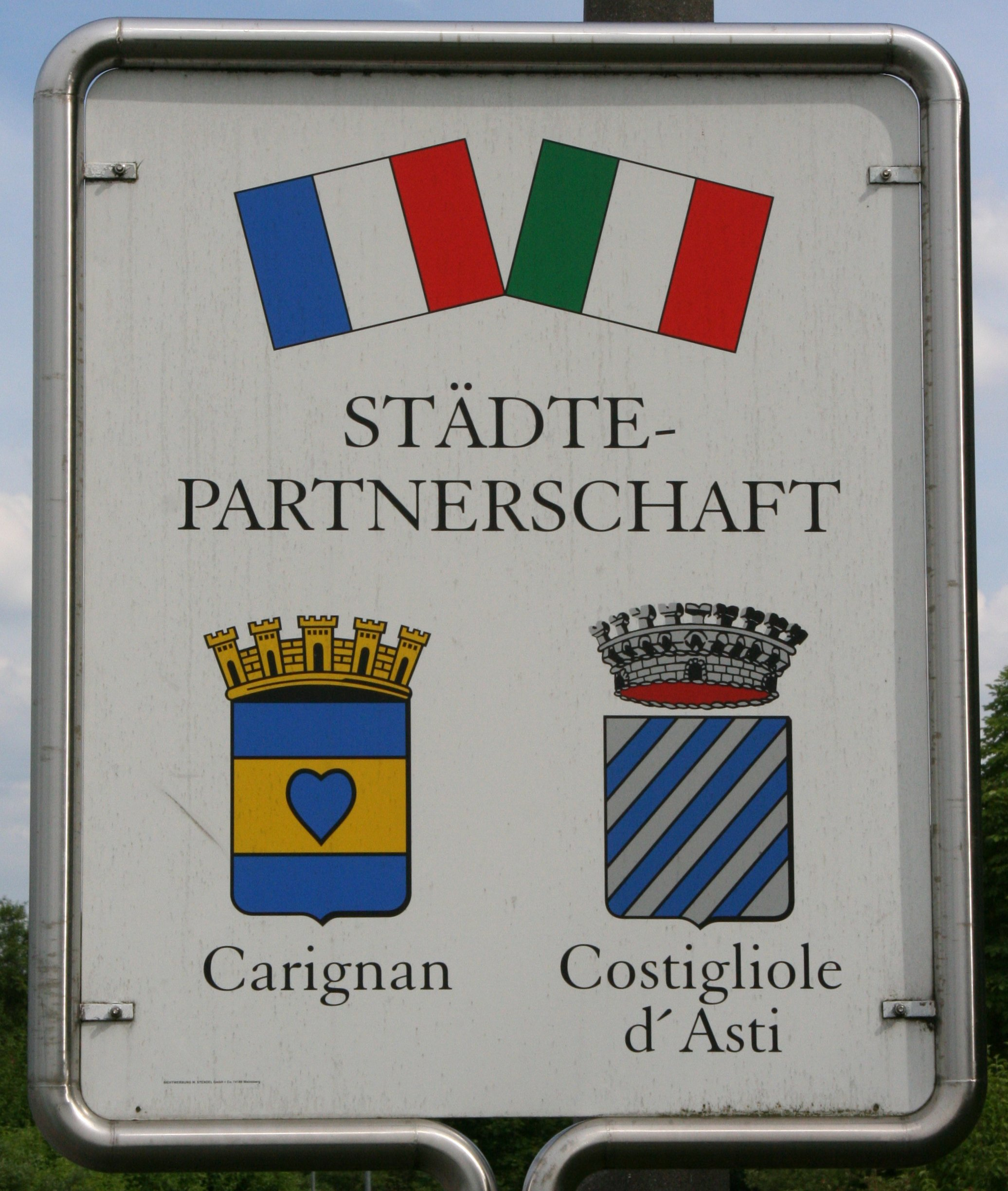
友好都市を記したヴァインスベルクの看板

- カリニャン （フランス、アルデンヌ県） 1995年4月9日
- コスティリオーレ・ダスティ（イタリア、ピエモンテ州） 200年9月23日

カリニャンとヴァインスベルクとの交流は、1960年代初めにはすでに、ユスティヌス・ケルナー・プレギムナジウムとカリニャンのCollège d'enseignement généralとが交換留学を開始していた。一方、コスティリオーレとの接触は、1998年にブラッケンハイムで開催されたワイン生産者会議が初めてであった。公式な友好都市（あるいは姉妹都市）協定を結んでいるわけではないが、ドレスデンのクロッセバウデ地区とも交流がある。ユスティヌス・ケルナー・ギムナジウムは、イギリス、ノッティンガムシャー州キーワースにあるSouth Wolds Community Schoolと、ヴァインスベルク実業学校は、アメリカ合衆国ミネソタ州レイク・クリスタル のWellcome Memorial High Schoolと交換留学生などの交流を行っている。

## 文化と見所

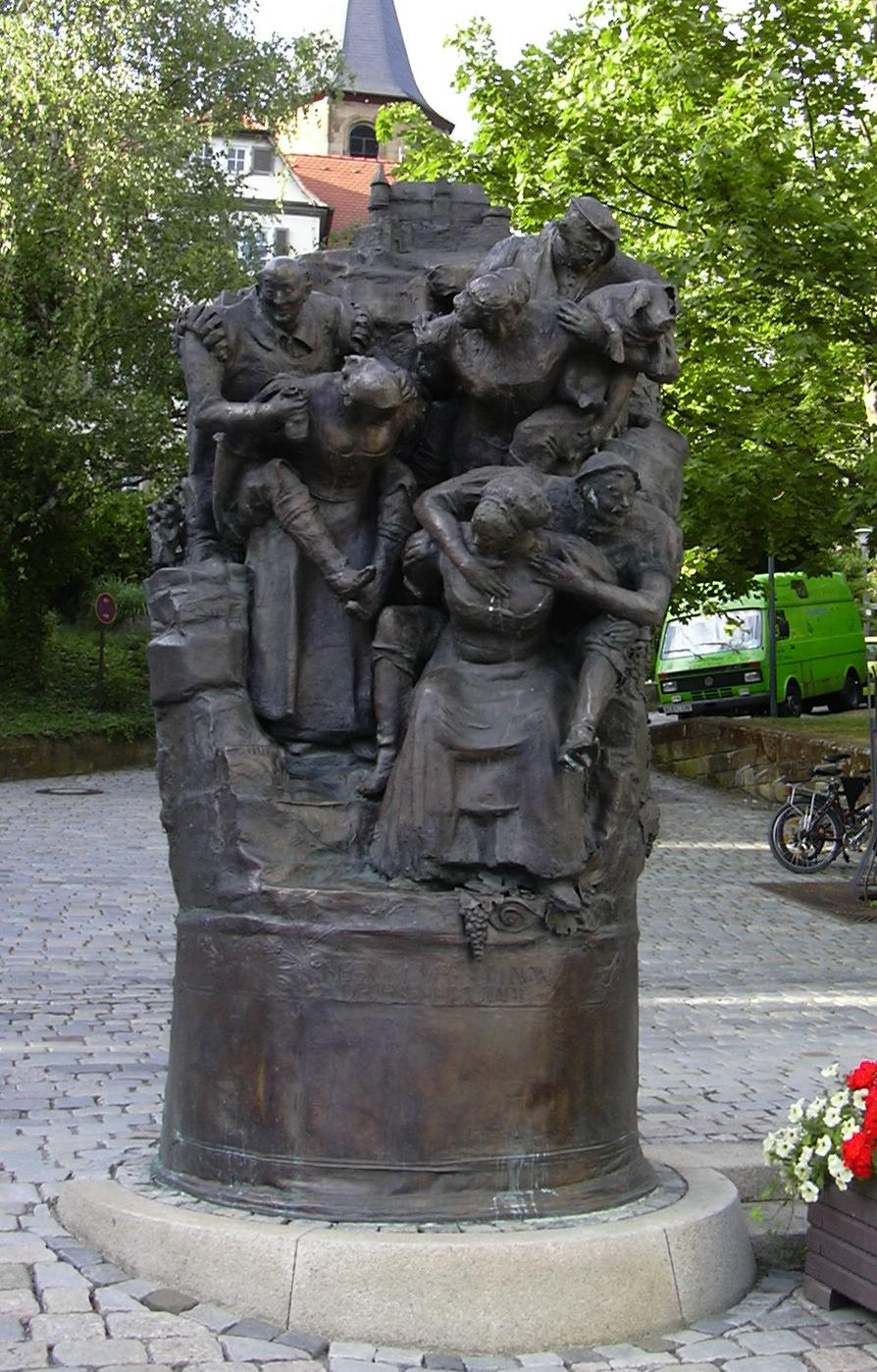
1993年に作製されたマルクト広場の「貞節な女房達」の記念碑

詩人で医師のユスティヌス・ケルナーが長らく活動拠点としたヴァインスベルクは、ケルナーシュタットとも言われる。このため、この都市は、ケルナーの遺産と思い出の品を保管収集することに特別な熱意を持って望んでいる。ケルナーの住居や、彼が破壊から救ったヴァイバートロイ城趾を保管するユスティヌス＝ケルナー協会およびヴァインスベルク女性協会は、ケルナーやその息子の作品を収集し、一般に紹介したりふさわしい機会に祝典を開催したりという活動を行っている。この都市は、1986年のケルナーの生誕200年祭を機会にユスティヌス・ケルナー賞を設け、1990年から3年毎に賞を授与している。2001年には、9月28日から10月21日まで、多くの催し物や朗読会、講演会、演劇が行われる第18回バーデン＝ヴュルテンベルク州文学者会議がヴァインスベルクで開催された。ヴァインスベルクには、ケルナーの遺産以外にも、貞節な女房達の都市、ワインの都市といったイメージもある。「貞節な女房達、詩人ユスティヌス・ケルナーとワインの都市」というキャッチ・フレーズにそれが表現されている。ただし、長年用いられてきたこのキャッチ・フレーズは、2007年に「ヴァインスベルク ― 貞節な女房達、ブドウとロマン主義」に変更された。

### 演劇
1994年に創設されたヴァインスベルク演劇協会は偶数年毎に、ヴァイバートロイ城趾でヴァイバートロイ野外演劇祭や、不定期に屋内での演劇上演を行っている。演劇祭では、「貞節な女房達」や農民戦争の成り行きといった都市の歴史の他に、カール・ツックマイヤーやウィリアム・シェイクスピアの作品といった市とは直接関係のない作品も上演される。子供劇や音楽演奏が演劇祭に華を添える。

### 音楽
1839年にリーダークランツ（合唱団）、1845年にゲザンクフェライン・ウルバヌス・ヴァインスベルクが創設された。両団体は合併し、リーダークランツ・ウルバヌス・ヴァインスベルクとして現在も活動している。1993年には市立音楽学校が開設された。
国際的なジャズ・コントラバス奏者でバンドリーダーのヤン・ヤンカイエは、ヴァインスベルクに住んでいる。

### 博物館

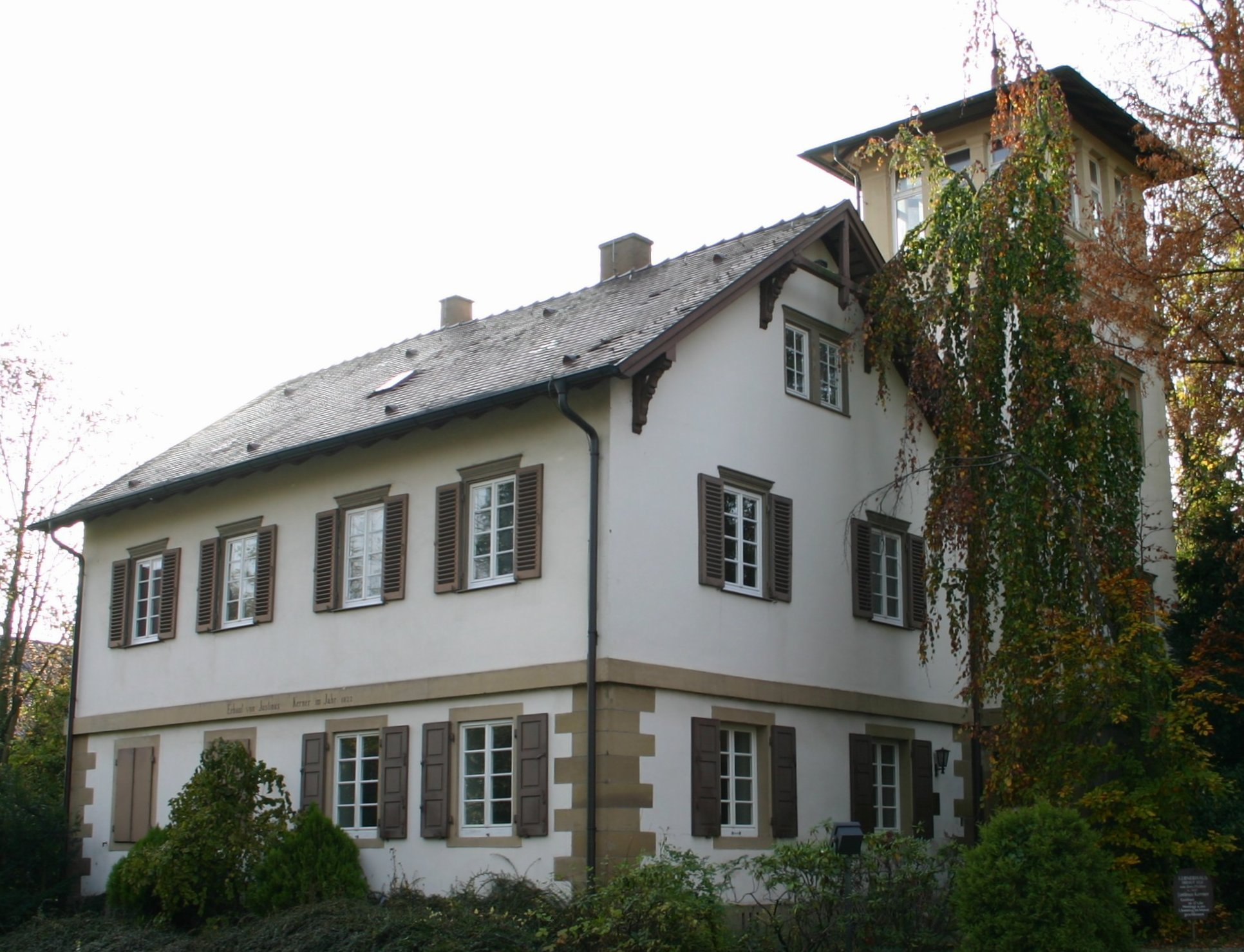
ケルナーハウス

1988年12月11日に市役所に開館したヴァイバートロイ博物館にはヴァインスベルクの文化財や歴史資料が多く保管展示されている。ケルナーハウスは1822年に建設されたユスティヌス・ケルナーと、その息子テオバルト・ケルナーの住居で、1907年にユスティヌス・ケルナー協会が購入し、翌年に博物館として開館した。ケルナーハウスの近くには、ケルナーのゲストハウスで、アレクサンダー・フォン・ヴュルテンベルクに因んで命名されたアレクサンダーハウスがある。
かつてヴァインスベルク収容所に用いられていた最後の小屋が遺されている。この小屋は、1937年から1972年まで、国防軍訓練施設、戦争捕虜収容所、戦争難民収容所、東からの亡命者収容所に用いられてきた。

### 建築

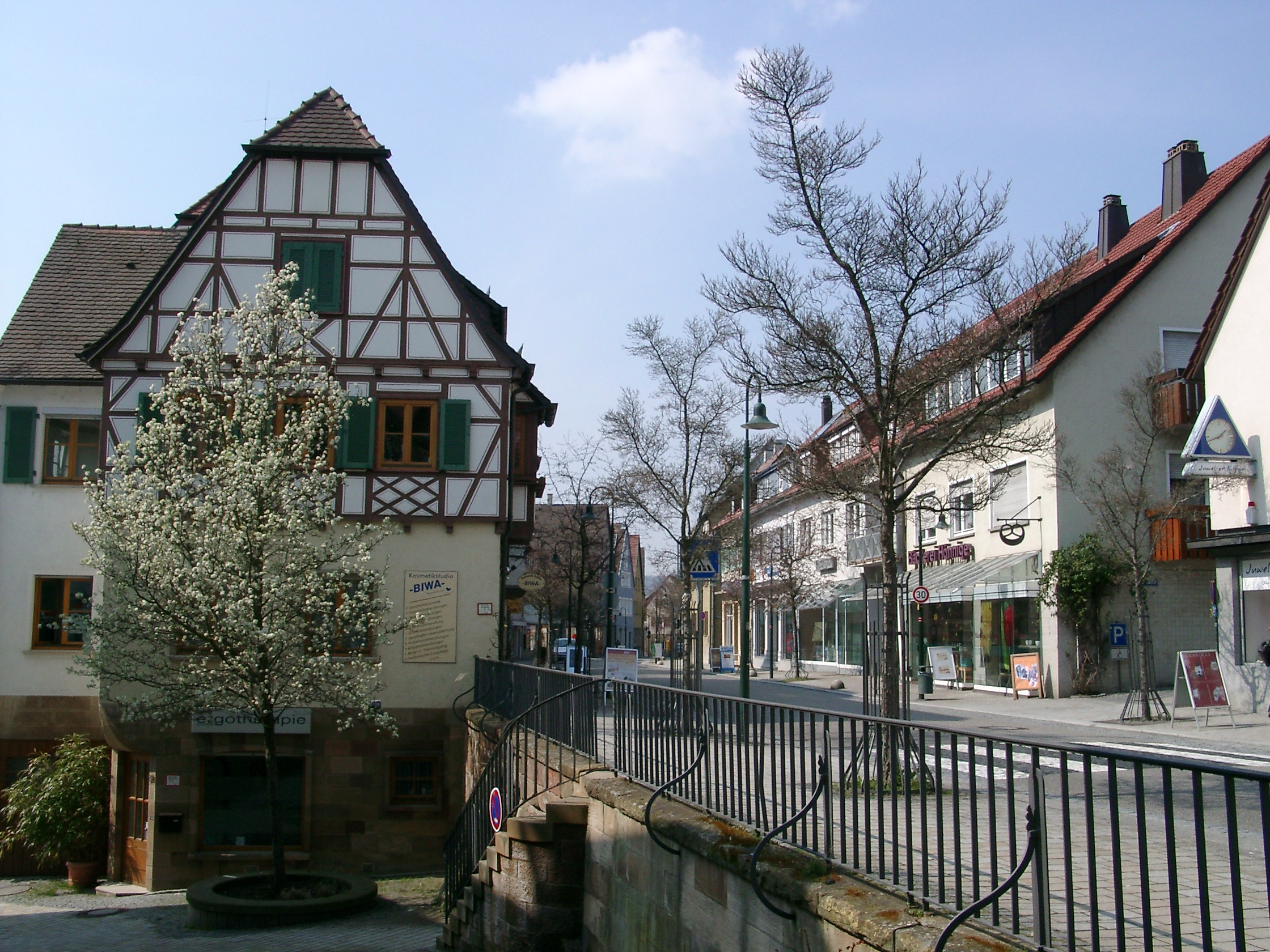
ヴァインスベルクのメインストリート

ヴァインスベルクは、最初から都市として創設された。ヴァインスベルク家は、周辺のヴァインスベルク領の首都を置いた。1440年からライン宮中伯の新しい行政府が置かれた。また、近くはオーバーアムトの所在地であると同時に、教会組織の中心都市でもあった。時代と共にこれらの官庁の建築物が建設され、1525年のドイツ農民戦争や1707年の大火で破壊されては、再建・改修されてきた。最後に1945年の戦禍で市の大部分が破壊されたが、それでもなおいくつかの建物は、被害を免れた。
1707年の大火の後の再建プランは、狭い路地で構成された中世風の都市を、広くて新しい道路に置き換えようというものであった。しかしこの計画は、生活に欠くことの出来ないワイン製造に支障をきたすとの理由から放棄され、マルクト広場が拡大されるだけにとどまった。一方、1946年の再興に際しては、こうした配慮はあまりなされず、たとえば、後に、街を貫いて走る連邦道B39号線として利用されるようになるメインストリートのような広い通りの建設が可能となったのである。

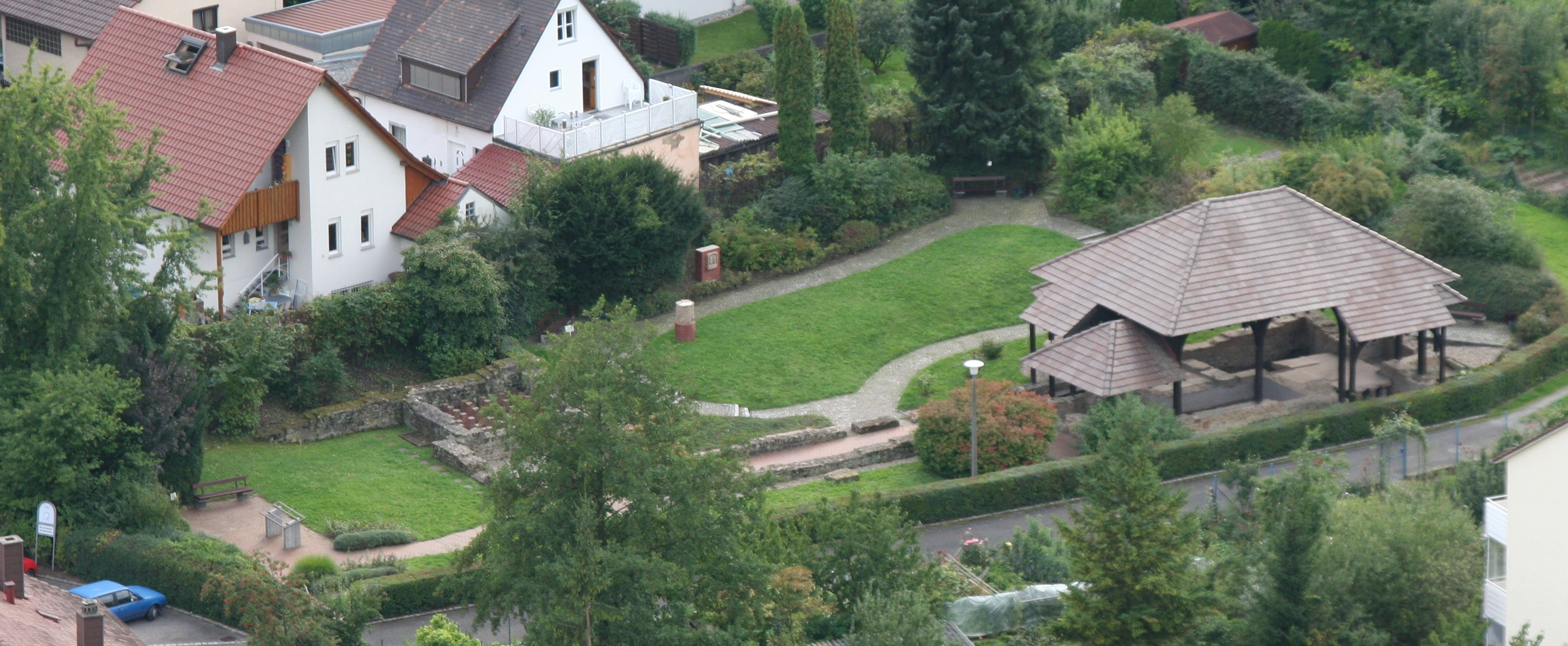
上空から見たローマ式浴場跡

ローマ式浴場跡（ローマ時代のvilla rusticaの遺跡）
1906年に偶然発見され、発掘されたヴァインスベルクのローマ式浴場跡は、紀元2世紀から3世紀のものである。この浴場は、ハイルブロン＝ベッキンゲンからエーリンゲンを結ぶローマ街道沿いにあったローマ人のゲストハウスのものであり、バーデン＝ヴュルテンベルク州に現存するローマ時代の最も古い遺跡の一つである。1977年に残りの施設も発掘され（浴場とは異なり屋根は設置されていない）、市により修復がなされている。この遺跡は年中、無料で見学できる。
ヴァイバートロイ城趾

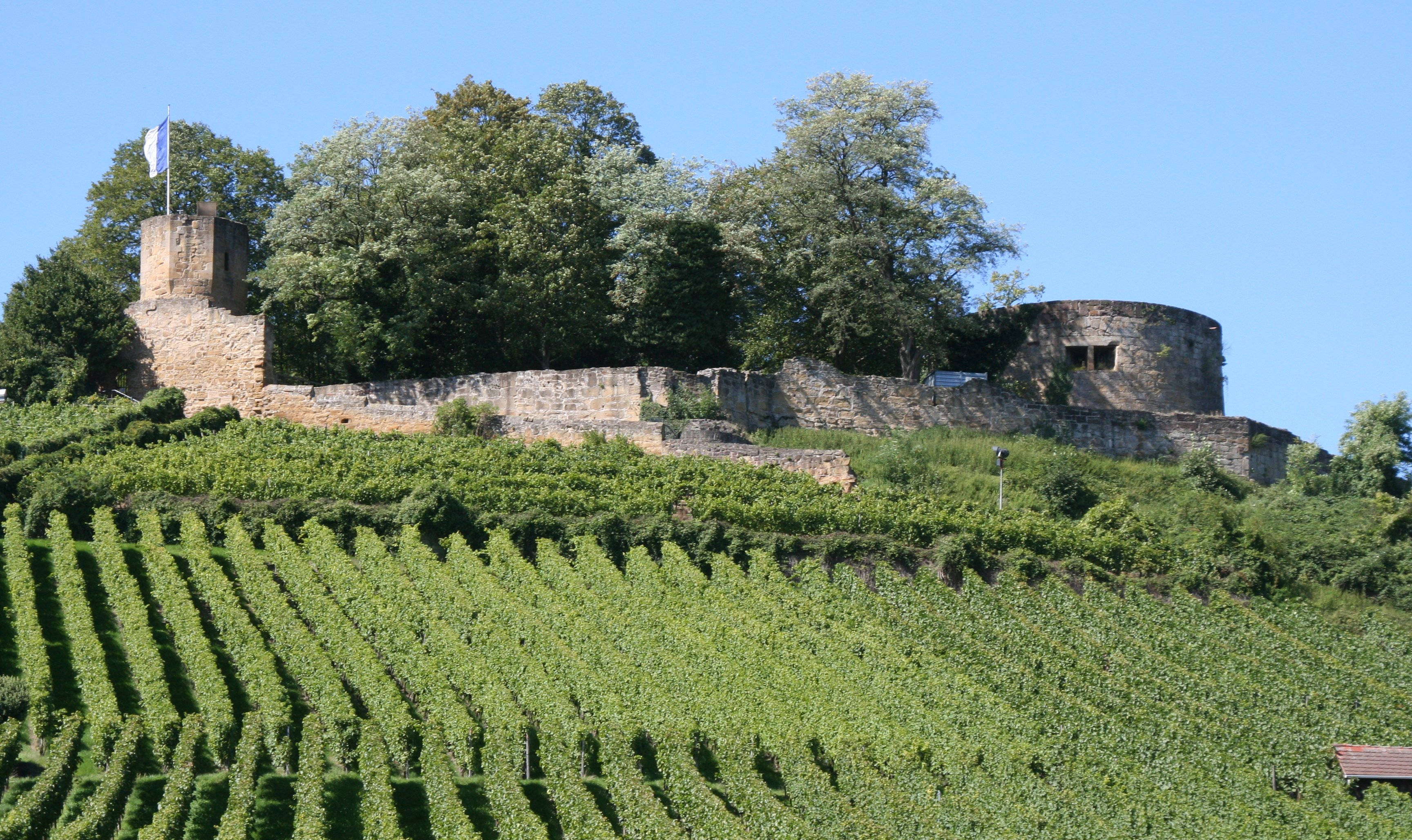
東側から見た城趾

市を望む城山の上にあるヴァインスベルクの城は、おそらく11世紀に帝国の城として建設された。1504年に市が征服された際に損傷を受け、1525年のドイツ農民戦争で破壊された後、年月と共に崩壊が進行した。1823年にユスティヌス・ケルナーが、崩壊の進行を防いだ。城趾は、訪れて見学することができる。
市壁と見張り塔

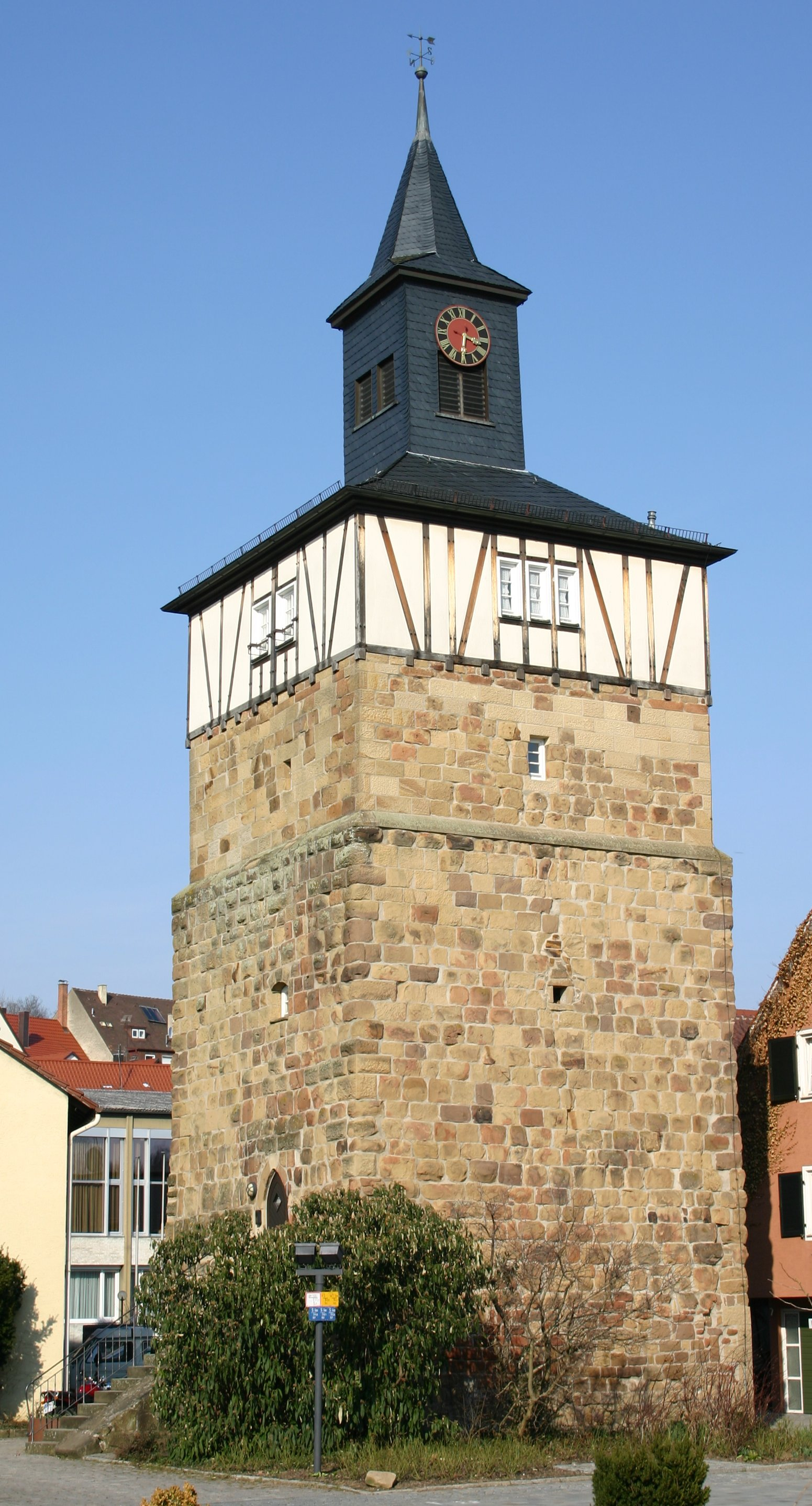
見張り塔

街の創設直後、おそらく13世紀初めから、この都市は石組みの市壁に取り囲まれていた。元々は城も市壁の中に組み込まれていたのだが、14世紀（おそらく1332年）に城と街の市壁が分離された。市壁には6つの塔と2つの門が設けられていた。エルホーフェンやエーリンゲンに向かう東側に上の門、ハイルブロンへ向かう古い街道が通る南西側に下の門があった。農民戦争に伴い、1525年に街が破壊された後、塔を含め市壁は撤去されることになっていたのだが、これは実行されなかった。1784年の壊滅的な火事の後、南の見張り塔の近くに、火災門が設けられた。1803年には市壁の城壁通路が撤去され、その後数十年のうちに徐々に残りの市壁が取り壊されていった。1811年と1844年から1845年にかけての2回にわたり、ハイルブロンへの新しい広い道路が市の西端を通って敷設されることになり、その進路にあたる市壁と周辺の住宅が撤去された。市壁の跡は、旧市街の北部と北東部に残されており、南部にもわずかではあるがその跡を見ることができる。現在も3つの塔（ヴォルフス塔、ディープス塔（後にはガイスター塔と呼ばれた）、キュー塔（ゾイ塔あるいは単に見張り塔））が遺っているが、北西部のヴォルフス塔はその基部が遺るだけである。別名をキュー塔、ゾイ塔あるいはザウバッハ塔と称する見張り塔は、市壁の南部に位置し、1200年から1210年頃に建造された、シュタウフェン時代の典型的な石組み建築である。この塔は、ヴァインスベルクに現存する最も古い建築物の一つである。市内に向いた北側は、初めは開いた形になっていたが、後に木組みの壁が設けられた。1707年の大火でも、この塔は無傷で残った。1784年に救貧院となった。1853年に火災がおき、外側だけ残して焼けてしまったが、この年のうちに修復された。1857年までは、ここに市の夜警団の番小屋があった。時代とともに刑務所、救貧院、ユースホステルなどに利用されてきた。上階に取り付けられた鐘は、かつてヴァインスベルク収容所にあって1975年に取り壊されたプロテスタント教会の鐘である。1986年から87年に大規模なリフォームがなされたこの塔には、現在、難民・農民協会が入っている。この協会は塔内で郷土資料の展示を行っており、見学することができる。
ヨハネス教会

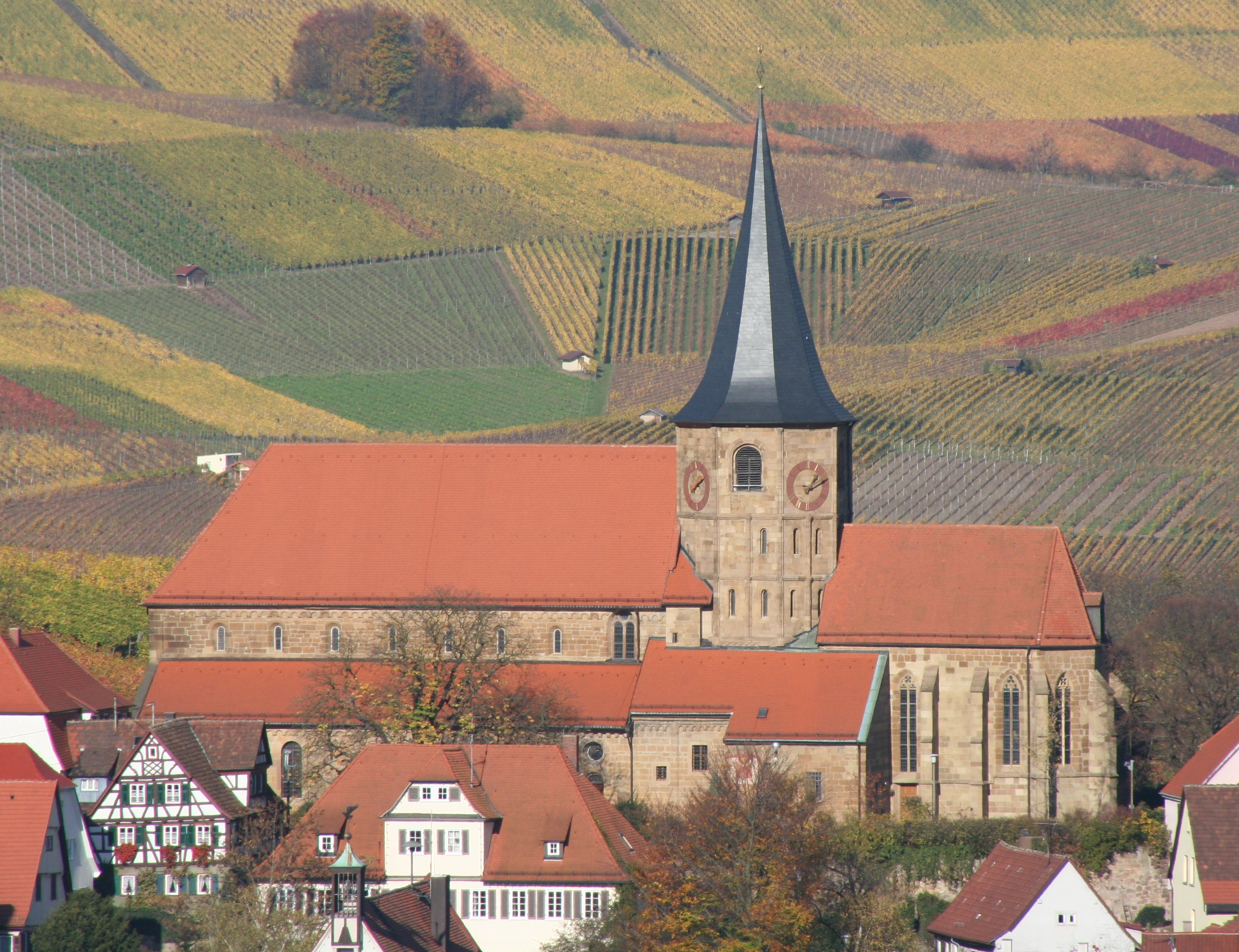
ヨハネス教会（南面）

エコラムパディス広場に面したロマネスク様式のバシリカ教会、ヨハネス教会は、ヴァインスベルクのプロテスタント教会組織の教会堂である。教会の建物は、1200年から1210年頃、おそらくヴァインスベルク家の統治初期に建設された。1525年農民戦争時の破壊では、火災に遭い、その後再建された。その後の1707年の大火や1945年の戦禍には耐え抜いた。教会の東側には第一次世界大戦の死者、行方不明者のための記念碑が建てられている。教会は、夏期には、予め申し込めば見学可能である。
その他の建築

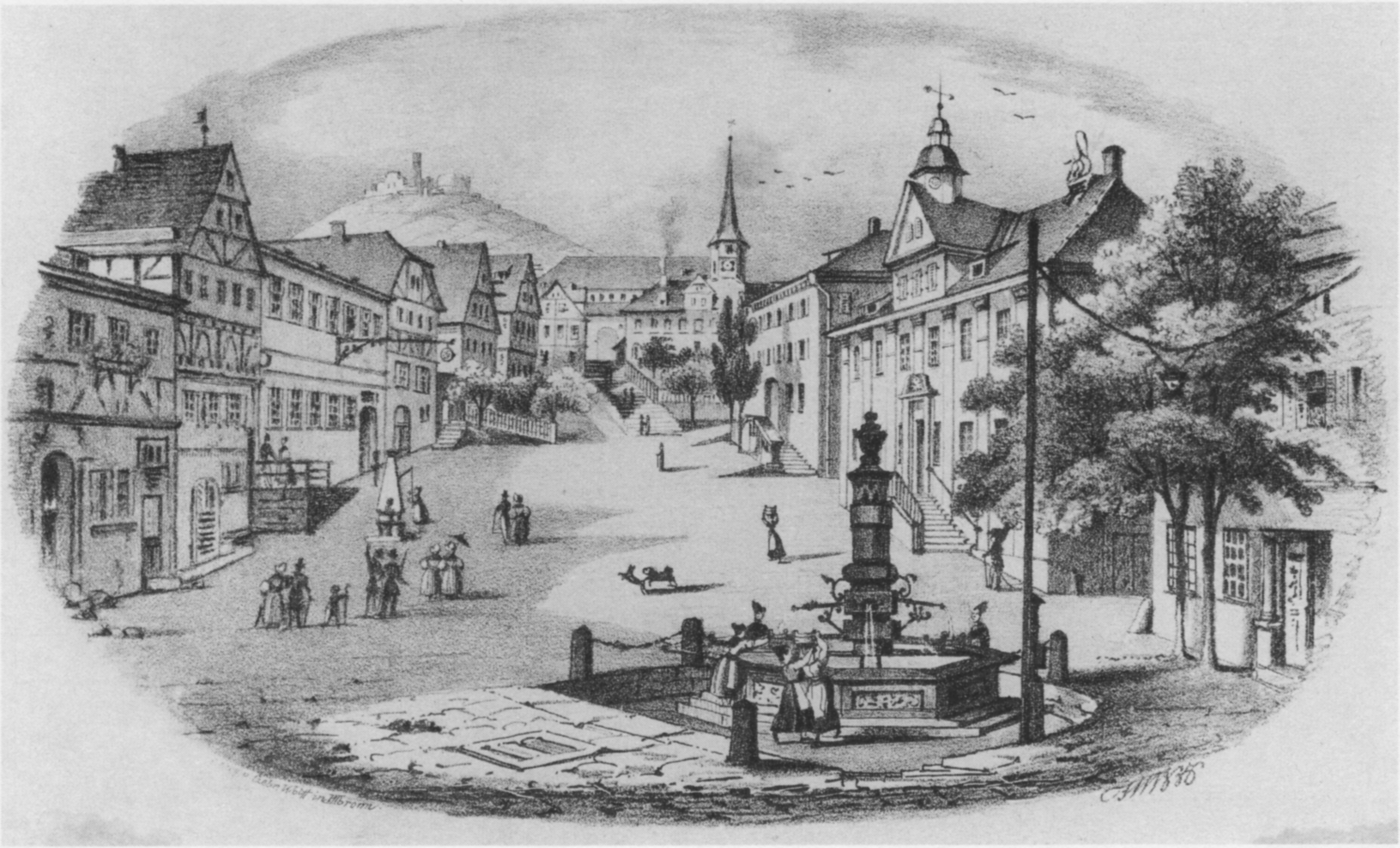
19世紀中頃のマルクト広場

ヴァインスベルク市で、城やヨハネス教会に次ぐ古い建築物は、1707年の大火や1945年の戦禍にみまわれなかった、箇所に遺されている。ヨハネス教会が面しており、その下部がマルクト広場へ通じるエコラムパディス広場沿いに16世紀に建設された古い建築が4件遺されている。旧司祭館、旧ラテン語学校、旧納室係住居、旧ドイツ語学校である。マルクト広場は、1707年の大火以後に現在の形になった。その上部の端には1708年に代官所として建設され、現在はプロテスタント教区監督官の館になっている建物がある。広場の西側は1945年の攻撃で被害を免れたが、市役所があった東側は火災が発生した。新しい市役所は、1953年8月29日に落成した。
マルクト広場の南西部のメンヒハウス通りにはシェーンタール修道院所有の館がある。この館は古くからこの場所にあり、通りの名（メンヒハウス＝修道士の館）の由来にもなっている。修道院は遅くとも14世紀にはヴァインスベルクに所領を有し、この館では、その農場やブドウ畑からの産物の加工および貯蔵を行っていた。この館については1455年に最初の記録が遺されている。そのすぐ南側、かつての下の門に面して、エンゲルハルト・フォン・ヴァインスベルクによって創設された貧者・病人・老人のための施療施設があったことが、1354年に初めて記録されている。1525年に破壊されたが、1707年には被害を免れ、1799年までは施療院として機能していた。現在は、かつての施療教会と聖職者館の一部が遺されている。
マルクト広場の東側、現在のゾイファーヘルト広場沿いに、バウケルターと呼ばれた領主のワイン製造所があった。この建物は1525年以前にはここにあり、1707年にも1945年にも火災に遭ったが、いずれも再建された。19世紀以後、この建物は市の所有となった。1945年からは市のNSDAPの党事務所として用いられ、その後、新しい市役所が1953年に完成するまでの間、市の行政機関として利用された。その後は、1990年代半ばに改築され、現在は市立音楽学校と屋内催事場ミヒャエル・ベハイム・ホールとして利用されている。ヘルフェンシュタインケラーと名付けられた丸天井のワイン製造所には、ワイン販売所が入っている。

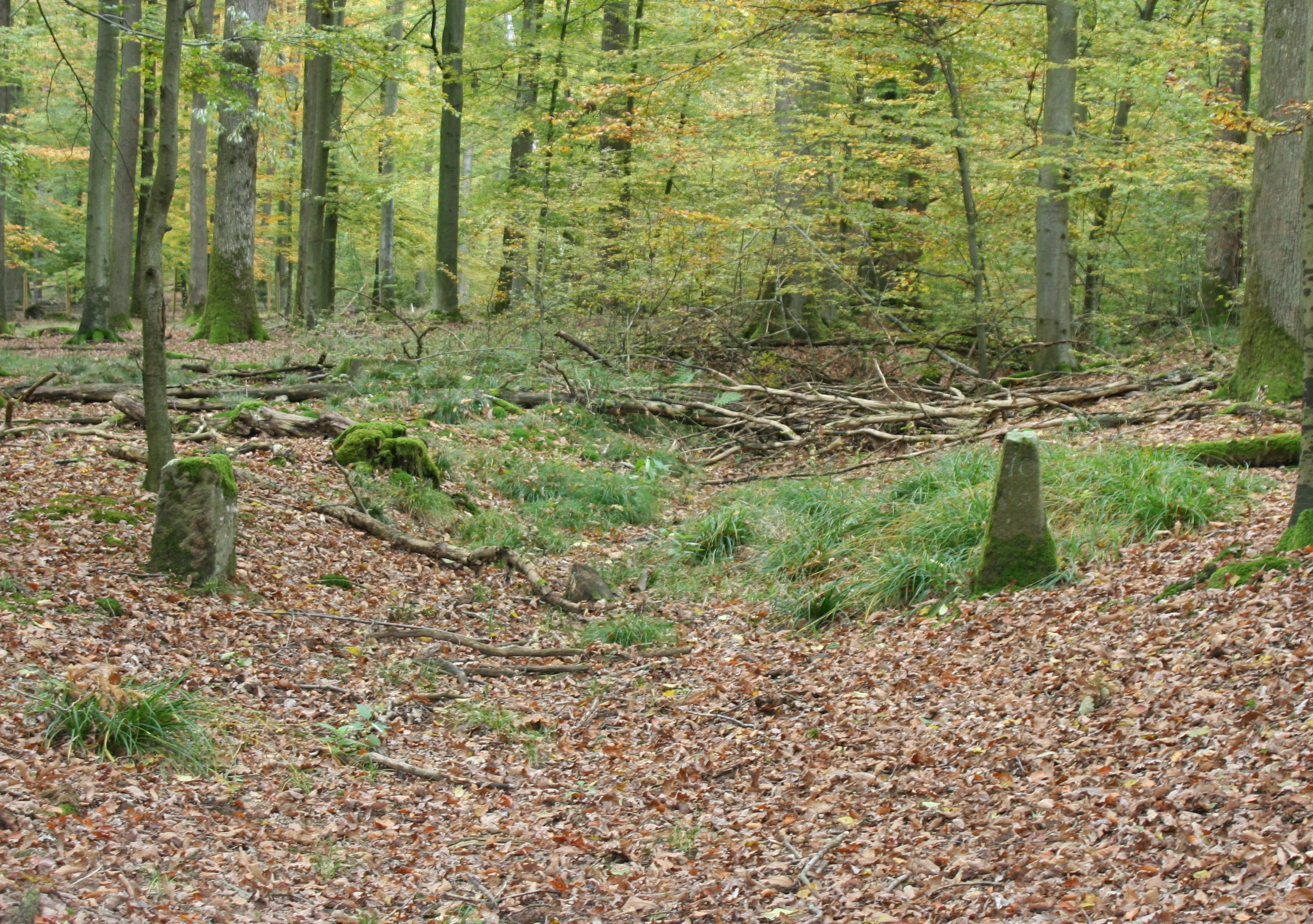
Doppelt versteinte Hällische Straße
あまり知られていない文化財に、Doppelt versteinte Hällische Straßeがある。これは古い遠距離交易路の一部1.7kmの区間で、街道沿いの両側に点々とハイルブロンとヴァインスベルクの境界を示す2つの石標が向かい合わせに置かれている。境界争いの後、両者の境界を“Doppelt Versteinung”（二重の石標）で明確に表したものである。石標の境界面にはそれぞれの都市を表す標識が彫り込まれており、ドイツ国内でも珍しい歴史遺産である。

### 公園と緑地
ヴァインスベルクの最も古い「緑地」は、市立墓地である。この墓地は1612年のペストの流行の後に市外に設けられた墓地で、それ以前のヨハネス教会周辺の敷地内にあった墓地から次第にその役割を引き継いでいった。墓地は現在、鉄道路線のすぐ南に位置し、広大な木立を見せている。ここには、ユスティヌス・ケルナーとその妻をはじめとする著名なヴァインスベルク市民の墓や、第二次世界大戦の死者および行方不明者の記念碑が設けられている。
家屋の建て込んだ市域の南にあるシュタットゼーバッハ川の谷は、1977年から公園風の近郊レクリエーション施設に造り替えられていった。アウトバーン建設に伴い、曲折があったものの、1983年7月17日には新しく設けられた遊歩道と人工池の落成式が行われた。この公園内には6,000本の樹木や灌木が植えられている。1986年には鉄道路線の西側から居住地域までの緑地帯が造られた。シュタットゼーバッハ川沿いの緑地帯は南のシュタットゼーとブリュール川の渓谷を結んでいる。
古くから地元にあったレンガ工場が倒産したことで、1984年に市は、市域の中心部（駅の南側）に広い土地を獲得した。工場の建物を撤去した後に1万本の樹木や灌木が植えられ、レクリエーション施設「アルテ・ツィーゲライ」（「旧レンガ工場」）として、1990年6月24日に一般開放された。ただしレンガ工場で必要な粘土を採掘していた、沼のある湿地帯となっている西側の一部は、広いビオトープとしてそのまま保存された。
市の郊外には、ヴァイセンホーフの病院内には、1903年の王立施療院時代からの43haの広さを持つ公園が開放されており、現在3,800本の樹木が植えられた10kmの散歩道が設けられている。

### 自然

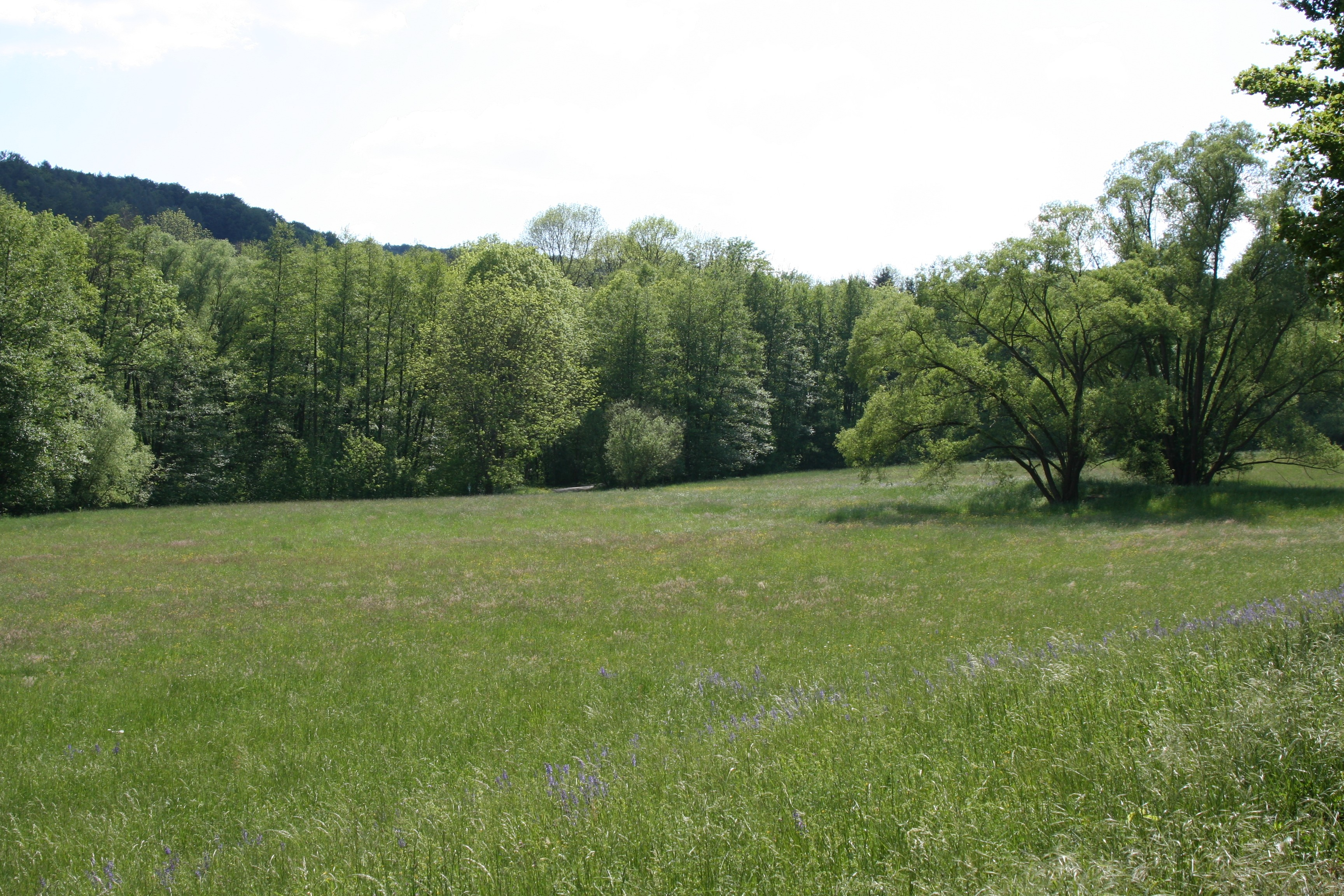
シュタットゼー渓谷

第二次世界大戦後の活発な建設工事により、ヴァインスベルクの市境に広がっていた自然が残された地域は縮小を続けてきた。しかしそれでも、市の特に南部には自然地域が、まだ広く遺されている。市民の憩いの場として親しまれているシュタットゼー渓谷、ブリュール渓谷は1980年4月17日に環境上貴重であるとして、89haの広さを持つ自然景観保護区域ブリュール・ウント・シュタットゼータール(Nr. 1.25.014)に指定された。このすぐ南に連なる森の中にはブリュール川の湿地があり、一部は1986年に自然記念物に指定されていたが、2002年12月4日に20.4haが自然保護区ブリュール (Nr. 1.254)に昇格された。1936年から軍事目的（射撃練習場になっていた）で利用され、このため封鎖されていたことで、多くの珍しい動植物が保護されることとなったのである。その中には、たとえばリンドウ科ケンタウリウム属 (Centaurium) の植物、ランの仲間である Dactylorhiza incarnata、ヨーロッパスムーズヘビ、キバラスズガエル、オオベニシジミ (Lycaena dispar) などがある。ハイルブロンと接する市境付近のブリュール川やシュタットゼー川の注目すべき点は、その森にナナカマドの仲間であるワイルドサービス・ツリー (Sorbus torminalis) やウィッティペアー (Sorbus domestica) が頻繁に現れることである。珍しいウィッティペアーが50例以上認められる。アウトバーンA81号線の出口の両側に広る5haの広さを持つワイルドサービス・ツリーの森は、1991年9月2日に美林地区(Nr. 302)に指定され、これらの樹木は保護されている。
かつては魅力的な自然景観を誇ったズルム川沿いのヴァインスベルク地区 は、アウトバーン・ジャンクションに制圧されてしまっている。ただ、このジャンクションの北東の角に、ヴァインスベルクに属す部分は小さいながらも自然保護区域がある。この自然保護区ヴィルデンベルク (Nr. 1.187)は、ヴィルデンベルク西部、ヴァインスベルク＝グランチェン地区とエーバーシュタットにまたがる地域に、1992年10月16日に設けられた。ヴァインスベルク部分は1.6haと、エーバーシュタット部分の47.8haに比べるとかなり小さい。この自然保護区内にはShilfsandsteinの成立史を考察する上で地質学的に重要な露頭が数多く見られる。自然保護区全域とその周辺地域の併せて57.5haは、自然保護区指定より以前の1991年9月2日に美林地区 (Nr. 01) に指定されており、広葉樹の林が保護・育成されている。
これらの他、ヴァイバートロイ城址を持つ城山も、1978年7月21日に、広さ17haの自然景観保護区域ブルクベルク・ミット・ヴァイバートロイ (Nr. 1.25.002) に指定されている。

### スポーツとスポーツ施設
最大のスポーツクラブは、TSV 1866 e. V. Weinsbergで、様々な球技（サッカー、ハンドボール、バスケットボール）、卓球、陸上競技、体操、ボウリング、乗馬など多くの種目がある。男子ハンドボール第1チームは、1997年から98年のシーズンにはヴュルテンベルク・リーグ（オーバーリーガ）でプレイしていた。2006年にTSVの体操部門から新しいクラブTurngemeinschaft TG Weinsberg 2006 e. V. (TG)が独立し、大きな注目を集めた（その後TSVの体操部門は、弱体化したが存続している）。この他に、Fischereiverein Weinsberg e.V.（釣り）、Radsportverein Weinsberg e.V.（サイクリング）、Schützengilde 1862 Weinsberg（射撃）、Tauchergruppe Weinsberg（潜水）、Tennis-Club Weinsberg e. V. 1960などがある。Tennis-Club Weinsberg e. V. 1960には、ウォータースポーツ部門があり、主にオーバーズルムとレーヴェンシュタインにまたがるブライテナウアー湖で活動している。

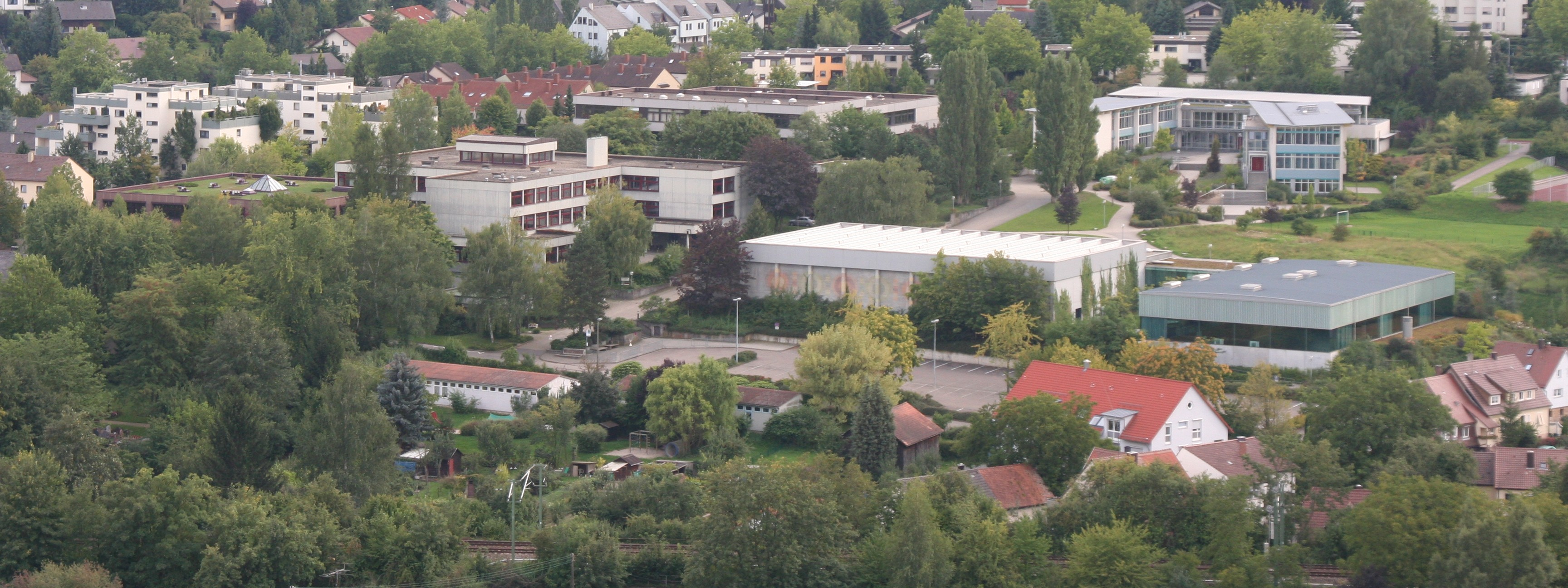
4つの学校と体育館があるロセッカー学校教育センター

ヴァインスベルクには3つの体育館がある。ロセッカー学校教育センターの近くに1975年に建てられた多目的ホール ヴァイバートロイヘレ、2001年から2002年にこれに隣接して実際につながった形で建設されたロセッカー・スポーツハレ、そして1958年に造られた古いミュールライン体育館である。学校教育センターの近くには屋外運動場もある。陸上競技、芝生での競技、ボウリングを楽しむためには、1977年に建設され、シュテムレスブルンネン・スポーツセンターがある。ここにはTSVのクラブハウスがある。これに隣接して1960年から1986年までにTennis-Clubのテニスコートが造営された。1929年にシュタットゼーバッハ川沿いに建設されたヴァインスベルク屋外プールが、これらに続いて目に入ってくる。このプールは何度も改修や拡張が重ねられた末、2003年5月31日に太陽光熱により水温25℃に保たれた新しい屋外プールとして生まれ変わった。この屋外プールは、シーズン毎に1万人の利用者を数える。新装なった2003年は例外的に10万人以上、翌年の2004年にも5万人の来客を集めた。屋外プールに隣接して1978年にTSV乗馬部門の乗馬施設が造られた。この乗馬施設は、屋外プールとシュタットゼーバッハ公園との間に位置する。

### 年中行事
1977年以降毎年6月のいずれかの週末に、旧市街の屋外でシュタットフェスト（市祭）が開催され、主に飲食を楽しんだり、市礼拝堂の音楽やその他の合唱団の演奏に耳を傾けたりして過ごすことが出来る。この他にも少ないながら文化的な催しも行われる。
毎年9月または10月のいずれかの週末に、グラージゲン・ハーク（ヨハネス教会の北側）の祭広場で行われるハープストフェスト（秋祭）として知られる「ヴァイバートロイの秋」も同じような様相である。行事はここに造られたテントで行われる。他には、移動遊園地や宝くじなどが行われる。秋祭の週末には、不定期に歴史パレードが行われる。近年では1994年と2000年に行われた。このパレードでは、選ばれた人達がヴァインスベルクの歴史の節目にあたる出来事をその当時の装いで示し、児童や園児達を連れて練り歩く。クライマックスには、近隣の町村や友好都市からの参加者も登場する。
1992年からヴァインスベルクの商工業者により、週末1回限定の小規模なクリスマス市が開催されている。
1996年以降、偶数年の夏にはヴァイバートロイ城址で、ヴァインスベルク演劇協会主催で、ヴァイバートロイ演劇祭が開催される。1998年から2年ごとに「ラウム・ヴァインスベルク」自治体行政連合は、学校の夏休み期間中に、構成自治体の9歳から12歳までの子供260人を集め、2週間のキンダーシュタット（子供合宿）「Gnurpsel-City」を実施している。

## 経済と社会資本

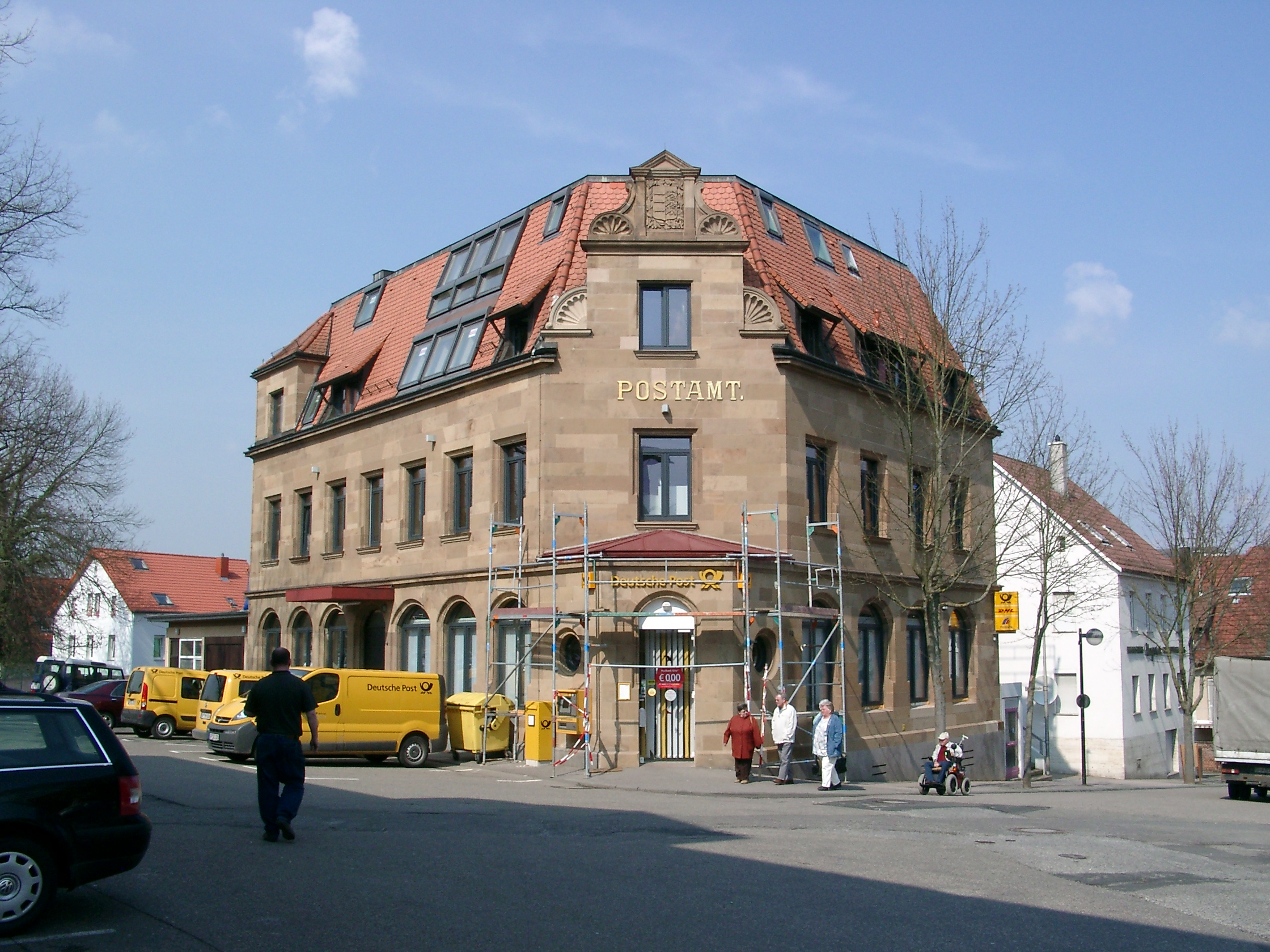
郵便局

ヴァインスベルクには、下級中心都市として基本的な機能である食料品店、郵便局、一般医、薬局、基礎過程学校、市行政機能などを有している。その他に、中級中心都市の機能とされている、上級の学校、専門医、弁護士、病院などの施設もあることから、下級中心都市と中級中心都市の間に位置づけられる。このため市行政当局は、中級中心都市指定を請願しているのだが、2007年現在、これは認められていない。
農業、特にブドウ栽培は、19世紀まで、ヴァインスベルク経済の重要な構成要素であった。手工業や飲食業もつねにその存在感を示している。一方、ヴァインスベルクはまた、ラテン語学校など古くから典型的な都市機能を備えた都市でもあった。教会教区やオーバーアムトがヴァインスベルクにおかれ、その運営に携わる人で人口が増加し、ブドウ栽培学校（1868年）や王立病院（1903年）といった公立機関が設立されたことで、その傾向は一層強まった。1926年にオーバーアムトが廃止された後も、大きな変わりはなかった。いくつかの機関の廃止は、他の拡張（たとえば、1960年代後半からの学校設立）によって補われた。企業は、20世紀の初め頃からこの都市に定着し始め、特にレンガ工場やKarosseriewerke Weinsbergでは、多くの数の従業員が働いていた。これらの企業が衰退にもかかわらず、現在でもヴァインスベルクには、2倍の広さと数の中小企業群が定着している。1970年代からは、アウトバーンのジャンクション沿いに産業地域が建設されている。

### ブドウ栽培

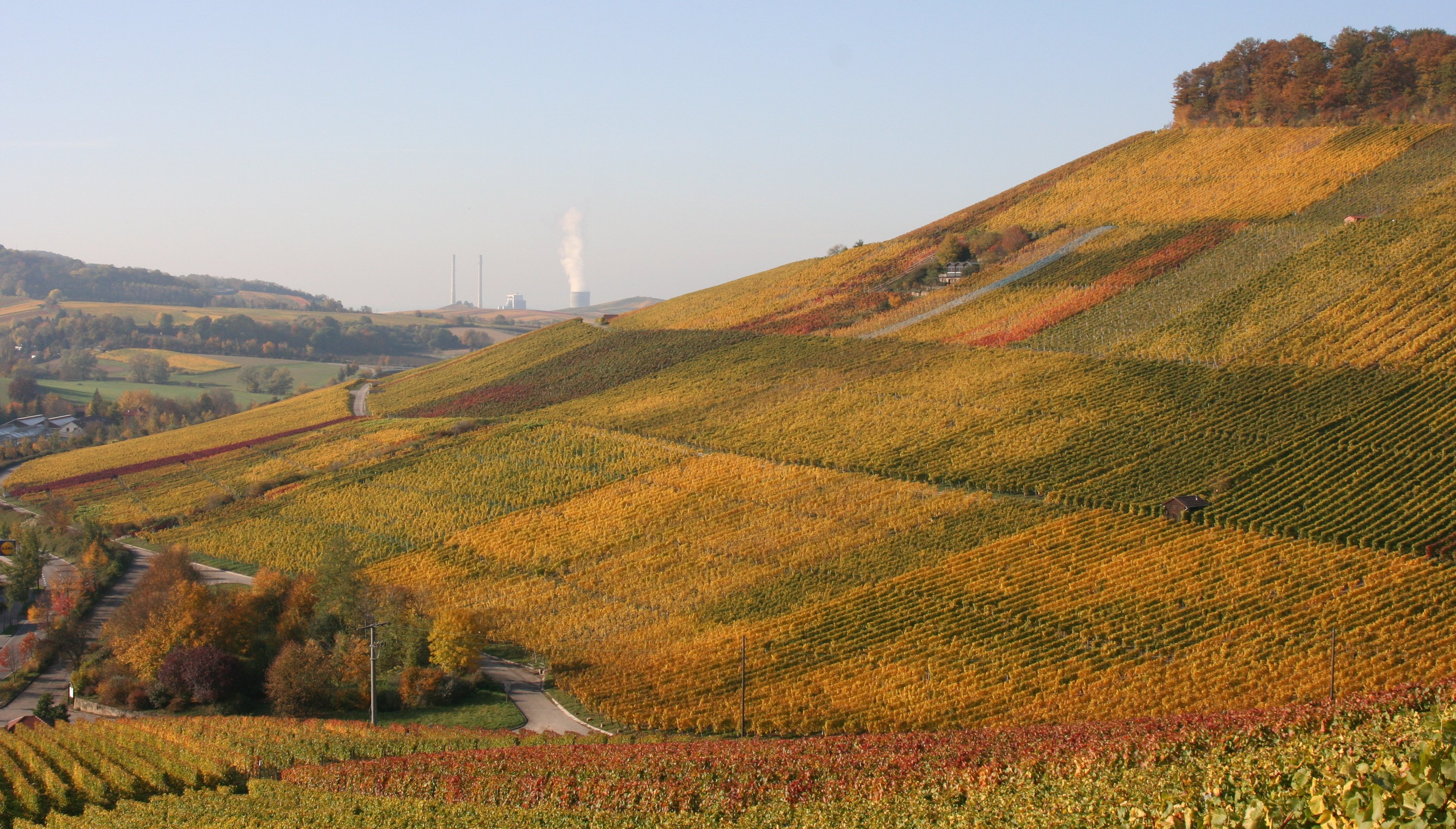
シェーメルスベルクのブドウ畑の秋。城山からの眺望。

ブドウ栽培は、街の名前がこれに由来するほどに、古くからヴァインスベルク経済の基盤であり、現在も重要な役割を担っている。ヴァインスベルクのブドウ栽培は、1271年に初めて記録されており、1636年には28箇所のブドウ搾り所があったことが分かっている。ヴァインスベルクには、2005年現在、市区分を含め 430haのブドウ畑があり、ブドウの作付け面積でヴュルテンベルク5番目の広さを誇る。このうち約2/3が赤ワイン用の品種である。1868年にヴァインスベルク・ブドウ生産者協同組合が創設され、1972年6月14日にエアレンバッハおよびハイルブロンのブドウ生産者協同組合とともに合併し、ハイルブロン＝エアレンバッハ＝ヴァインスベルク・ブドウ生産者協同組合を発足させた。現在もほとんどのブドウ生産者がこの組合に加盟している。しかし、独立してワインを製造販売する、Weingüter（ヴァインギューター）と称する独立生産者も存在する。この他、ヴァインスベルクには1868年に創設されたブドウおよび果樹栽培に関する州立教育試験場（LVWOまたはブドウ栽培学校と称される）があり、ここでの収穫は州立ブドウ農場ヴァインスベルク産を称する。1957年1月19日にワイン樽製造の連邦実業学校がヴァインスベルクに置かれ、毎年、樽作りのマイスターを目指すための勉強がなされている。1972年からはヴュルテンベルク・ブドウ生産者連盟もヴァインスベルクに置かれている。

### 交通

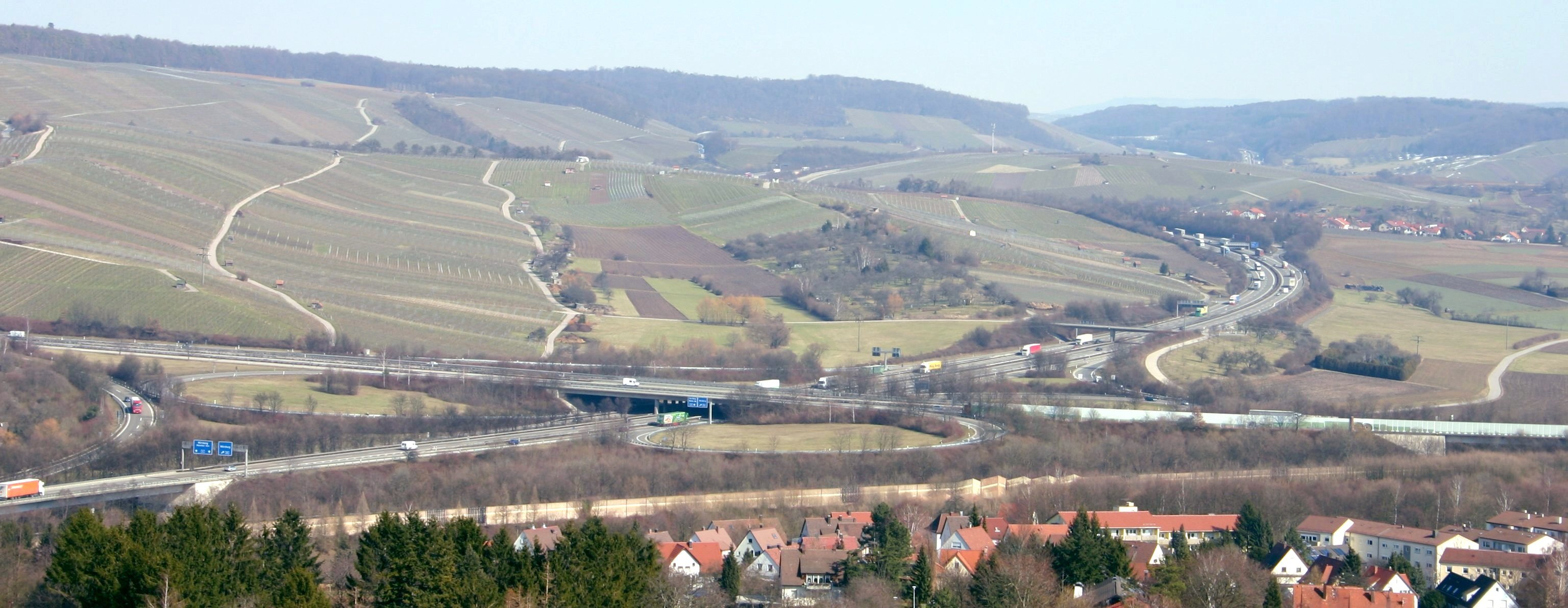
城趾から見たアウトバーンのジャンクション

ヴァインスベルクのズルム川沿いに、1966年、アウトバーンA6号線（マンハイム – ハイルブロン – ニュルンベルク）とA81号線（ヴュルツブルク – シュトゥットガルト）とが交差するジャンクションが設けられた。A81号線のヴュルツブルク方面は比較的空いているが、他の3方向への道路はいつも混雑している。特に、東西方向のA6号線は、東欧ブロックが開放されてから慢性的な梗塞状態にある。2001年の1日あたりの通過車両数は 102,000台に及び（ヴァインスベルク - ヴァルドルフ区間）、そのうち約30%がトラックである。この比率は全アウトバーン網の中でも最も高い比率の一つである。4車線のA6号線の6車線への拡張は、ハイルブロン地域全体の差し迫った願いであり、ヴァインスベルク・ジャンクションからバイエルン州との州境にまで及ぶ、前例のない拡張計画が検討された。拡張対策は応諾されたものの、その期限は定められておらず、A6号線は応急処置として仮の車線を引いて対応している。

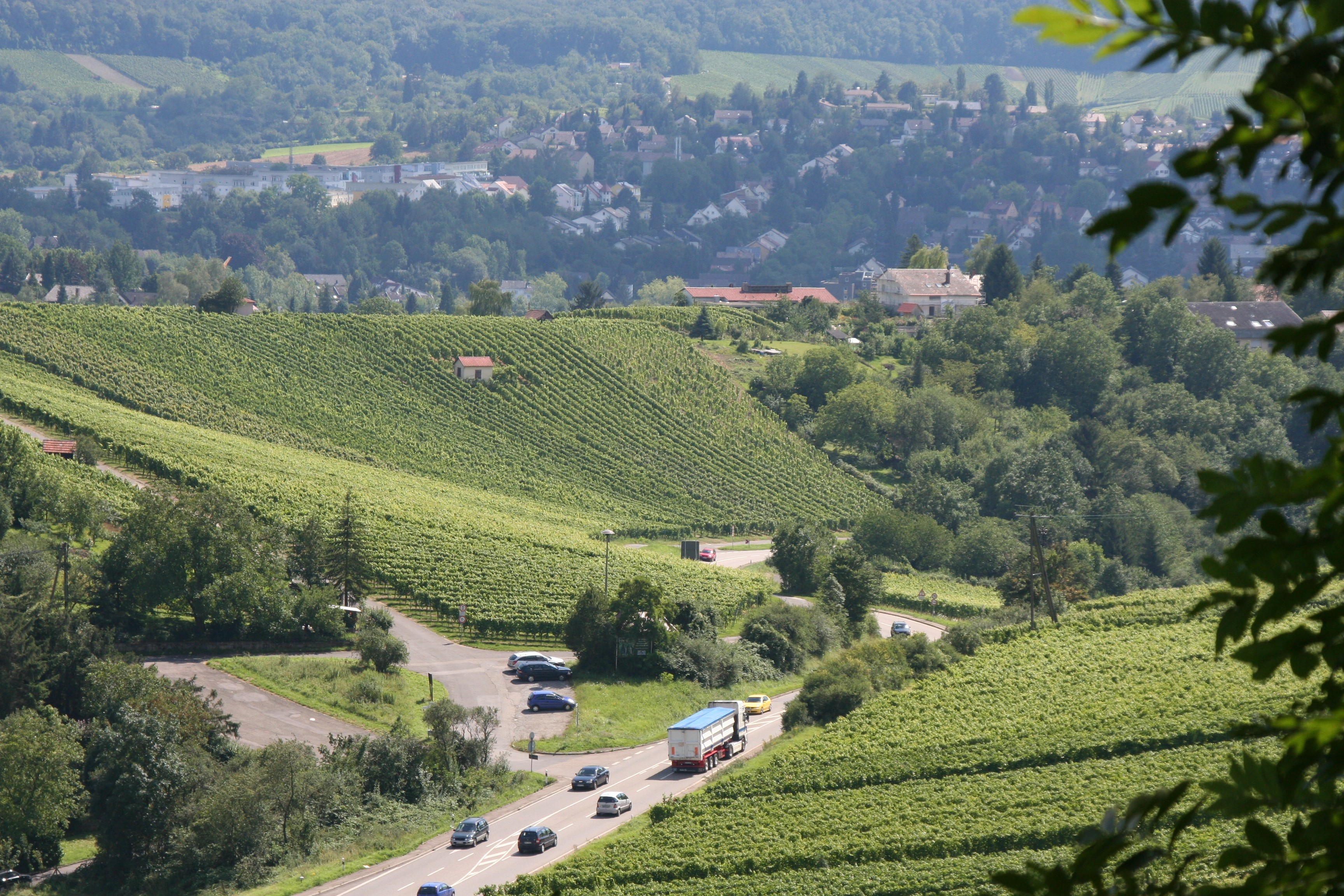
連邦道B39号線。ハイルブロン - ヴァインスベルク間

かつて通行量の多い連邦道B39号線（ハイルブロン - シュヴェービッシュ・ハル）が、市の中央を東西に走り、ヴァインスベルク市を事実上北部と南部に分けていた。当時は、B39号線を信号機のない場所で横断するのは、ほぼ不可能に近い状態であった。これを解消するために10年以上の念願であったバイパス道路は、1990年7月13日に開通した。ハイルブロンから、シェーメルスベルクの西側でトンネルに入り、ヴァインスベルク市街の北をA6号線に並行して東部に向かい、ジャンクションに沿って南下したところで旧B39線に合流してエルホーフェン方面へ抜ける。この路線により、ヴァインスベルク中心部を通る旧B39号線の交通量は緩和された。エルホーフェンとの市境で、アウトバーンの取り付け道路であるB39aが南から合流しており、これを経由してアウトバーンA81号線のヴァインスベルク・インターチェンジ（ジャンクションの南側に位置する）を利用することができる。市中心部と郊外の市区や近隣市町村とは、州道や郡道によって結ばれている。

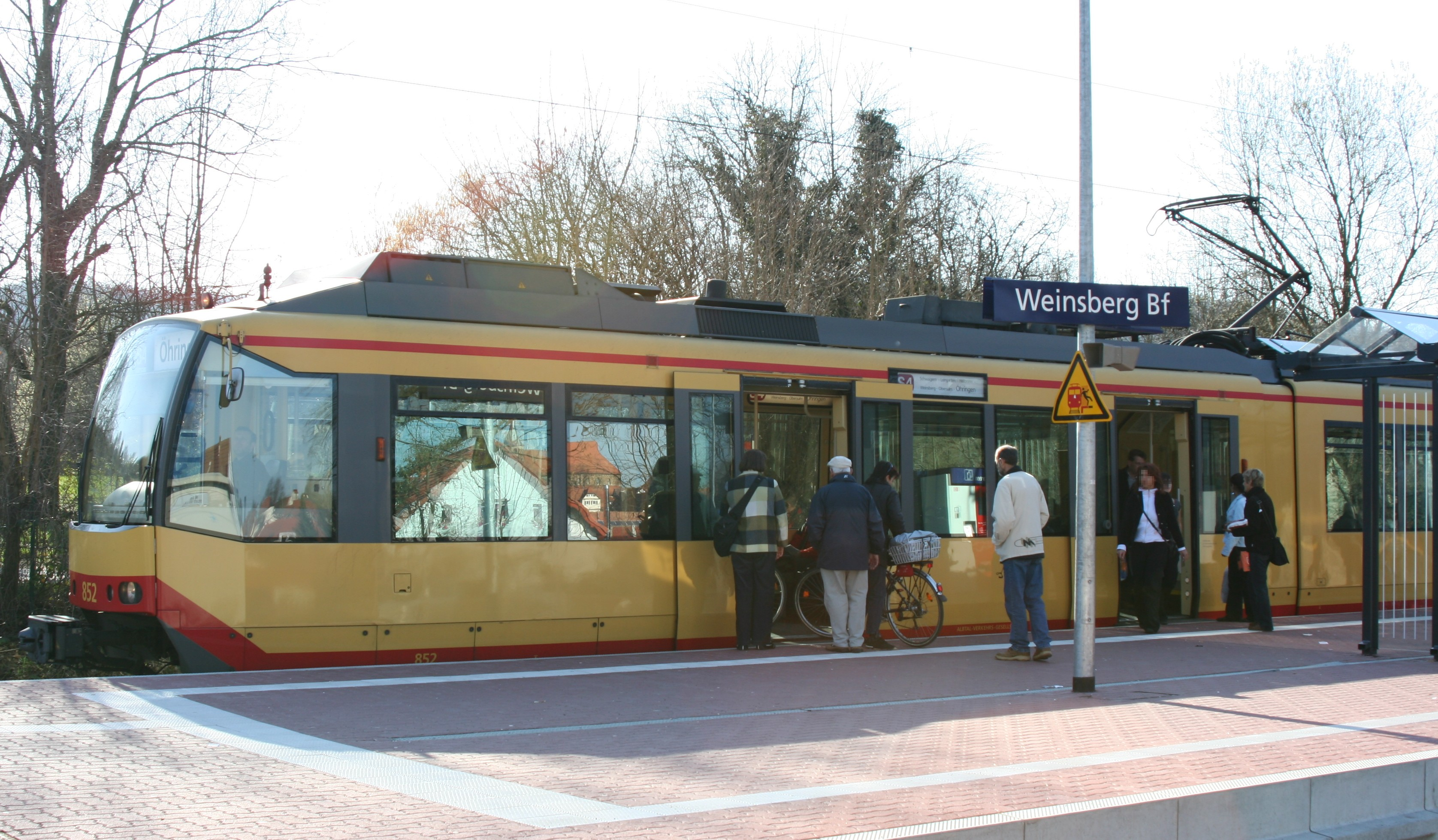
ヴァインスベルク駅の市電

公共の旅客運輸では、ハイルブロンの市電（S-バーン）やHNV交通連盟のバス路線が運行している。ヴァインスベルクは、1860年から1862年にかけて建設が行われた、ハイルブロンからエーリンゲンを経由してシュヴェービッシュ・ハルに到るホーエンローエ鉄道の沿線に位置している。2005年12月から、ドイツ鉄道の通常列車の他に、アルプタール交通会社によりハイルブロンからエーリンゲンまでの市電が設けられ、ハイルブロンの市電に組み込まれた。長い間投資がなされず、1900年代の信号システムが使われ、電化もされていなかった古い路線は、2003年から2005年までの間に近代化され、エーリンゲンまで初めて架線が引かれた。また、新しい停車駅が設けられ、ヴァインスベルクでは、ヴァインスベルク西（2008年から営業予定）、ヴァインスベルク／エルホーフェン（2006年12月から）ができた。これに、元からあったヴァインスベルク駅を加え、市内の鉄道駅は3箇所である。

### 労働者
連邦労働局によれば、2004年6月30日現在、ヴァインスベルクの人口11,796人中、436人が失業中である。これは、15歳から65歳までの人口の5.5%にあたる。3969人に社会保険支払い義務のある仕事に就いているが、そのうち3054人、約77%が市外で働いている。市外に住み、ヴァインスベルクに働きに来る人口が2843人あり、差し引き3758人がヴァインスベルク市内で、社会保険支払い義務のある仕事に従事していることになる。その67.3%が第三次産業（サービス業）、31.5%が第二次産業（工業・建設業・その他）、1.1%が第一次産業（農林業）に分類される。サービス業従事者の割合が高いのは、公共施設、ヴァイセンホーフの病院、ブドウ栽培学校、市の行政機関と自治体行政連合の機関、あるいは学校などが多いことに由来している。個人事業種の数については、言及されていない。

### 地元企業
ヴァインスベルクには、金属分野の大きな会社が2つある。1925年に錠前屋として創業された Vollert Anlagenbau GmbH + Co. KG（旧Hermann Vollert KG）は、従業員数180人の中規模な会社で、重量貨物移動、巻き取り技術、輸送技術、貯蔵技術の分野で活動している。ハイルブロンの Läppleコンツェルンの子会社として1959年に創設された Fibro GmbHは、電波制御、オートメーション技術、ロボットの分野で活動している。ヴァインスベルクとハスマースハイムの2つの工場で Fibro社には900人の従業員が就労している。現在もハイルブロンにある工具・機械メーカーのLäpple AGは、1919年にヴァインスベルクで創業された。

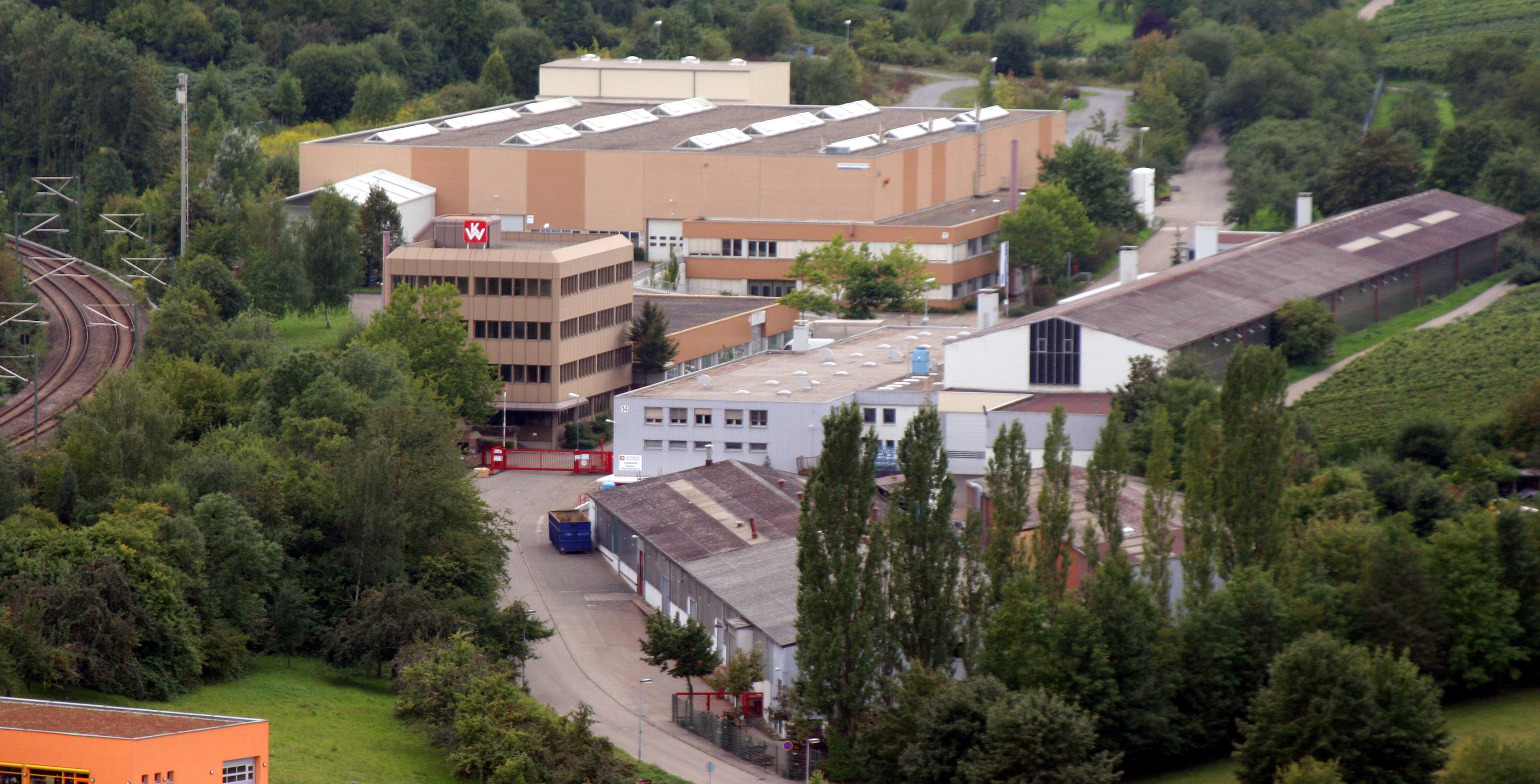
Karosseriewerke Weinsberg GmbH

1912年に創設された Karosseriewerke Weinsberg GmbHは、特に、1969年から1992年まで「ヴァインスベルク」という商標で生産していたキャンピングカーで知られている。一時期はフィアットやNSUの下請けで自動車生産を行い、1960年代にはフィアット・クーペ・ヴァインスベルク500を製造していた。1987年には560人の従業員がいたが、その後は、部品生産や機械製造に注力するようになった。しかし、悪化する経済状態に操業不能な状態に陥り、2002年には破産を宣告した。3年後、新たな投資家が現れ、2005年8月1日から操業を再開した。1988年には454人いた従業員は2005年には8月の時点では75人に減らされていた。
1903年に創業した造園業の Weinsberger Rosenkulturenは、ドイツ南部では屈指の苗木育成場を有している。社名にあるバラだけでなく様々な樹木を育成し販売している。
エルホーフェンとの共同産業地域には、SPAR Handels AGの大型店舗がある。連邦カルテル庁の認可を得たSPAR社とEdeka社との業務提携に伴い、この店舗は2005年にEdeka傘下に組み入れられた。700人以上いた従業員は370人だけになったが、2006年9月には540人と再び増えている。
2002年にネッカーズルムの Kauflandグループは、その計算センターをネッカーズルムからヴァインスベルクに移転した。このセンターでは約300人が勤務している。
かつては存在したが、現在ではなくなってしまった企業もある。現在アルテ・ツィーゲライ公園（旧レンガ工場公園）となっている場所にかつてあった Dampfziegelei Weinsberg（後にZiegelwerke Koch & Söhne、さらには Weinsberger Ziegel GmbHと名前を変えた。創業: 1900年、解散: 1983年）、Tabakfabrik Weinsberg（1924年創業、パイプ用のタバコを生産した。建物は1970年代に取り壊された）、Chemische Fabrik Weinsberg（1909年創業、ポリッシャー・ワックスや「Weibertreu」商標の靴墨などを生産した。）などである。

### ライフライン
ヴァインスベルクの水供給は、かつてはたとえば1803年に造られたマルクト広場の泉などに頼っていた。1900年から城山に高架タンクが設けられ、市内74カ所の給水栓に配給されるようになった。1937年に飲料水を確保するため、市南部のザウバッハ川源流域に2つの小さな貯水池が造営された。これらに新たな水源も加えながら1970年代まで飲料水の供給が行われていた。1961年からボーデン湖からの水の供給が検討され始め、1962年ボーデン湖水利協会 (BSWV)に加盟した。1974年から75年にかけてハイルブロンからヴァインスベルクまでBSWVの水路が結ばれ、1975年3月27日に初めてボーデン湖の水がヴァインスベルクに到達した。
1904年に市立のガス会社が設立された。市は、石炭気化によりガスを自前で生産していた。1962年12月20日からは、自前での生産を止めハイルブロンから新しいガス管を敷設した。1973年からは天然ガスに移行し、ガスと水の供給については、Stadtwerke Weinsberg GmbHが管轄することとした。技術的な点に関しては Stadtwerke Heilbronnが管轄している。
自前でガスを生産していた頃は、街灯にもこのガスが使われており、1904年12月31日に、初めてガス灯の灯がともった。1957年10月8日から街灯は電灯に置き換えられ始めた。1973年の天然ガスへの移行がこれに拍車を掛け、電灯への移行は1972年6月8日に完了した。電力供給は1912年から Überlandwerk Hohenlohe-Öhringen、後のEnergieversorgung Schwaben、すなわち現在のEnBWによりなされ、1964年以降ヴァインスベルクに変電所が置かれている。
汚水を流していた下水溝は、1900年以降、地下溝に埋設され始めた。汚水処理場は古くから市内に2施設あったが、1976年に多くの近隣市町村と共同でエルホーフェンとネッカーズルムに大規模な処理場が建設された。

### メディア
ヴァインスベルクでの事件は、日刊紙 Heilbronner Stimmeのヴァインスベルガー・タール版(WT)に掲載される。1875年から1934年まではヴァインスベルク独自の日刊紙 Weinsberger Zeitungが発刊されており、また、1898年5月1日から1901年6月21日までは、その競合紙 Weinsberger Tagblattがあった。1952年から市は週刊の広報紙 Nachrichtenblatt für die Stadt Weinsbergを発行している。この他にフリーペーパーのNeckar Express（週刊、水曜日）、echo（水曜日と日曜日、Heilbronner Stimme社のフリーペーパー）、D’r Pfiff （月間）、Weinsberg aktuell（年数回、ヴァインスベルク商工会が発行）がある。2000年10月からオーバーズルムで刊行されている、ヴァインスベルガー・タール向けのローカル情報・広告紙 sulmtal.de – das extrablattは、2002年8月からグランチェンとヴィンメンタールで配布され、2006年9月からはヴァインスベルクでも配布されるようになった。2006年9月8日以降、バート・フリードリヒスハルの出版社からヴァインスベルガー・タール向けの新しい情報誌 Sulmtaler Wocheが発刊された。
ラジオは、南西ドイツ放送ハイルブロン放送局のSWR4が受信できる。1976年7月1日から、南西ドイツ放送は、ヴァインスベルクのハイルブロンと境を接する西の市境にあたる森の中にテレビ放送および超短波放送の送信施設を設けた。

### 公共機関
ヴァインスベルクには、ハイルブロン郡の南東部を管轄する公証人役場や警察署、あるいはアウトバーン・ジャンクションの管理事務所がある。ヴァインスベルク消防団は、市内およびアウトバーンA6号線並びにA81号線（ジャンクションから三方向にそれぞれ数kmずつで、合計40km）の防火・事故救助にあたる。この他に、以下の公共機関がある。
ヴァイセンホーフの病院

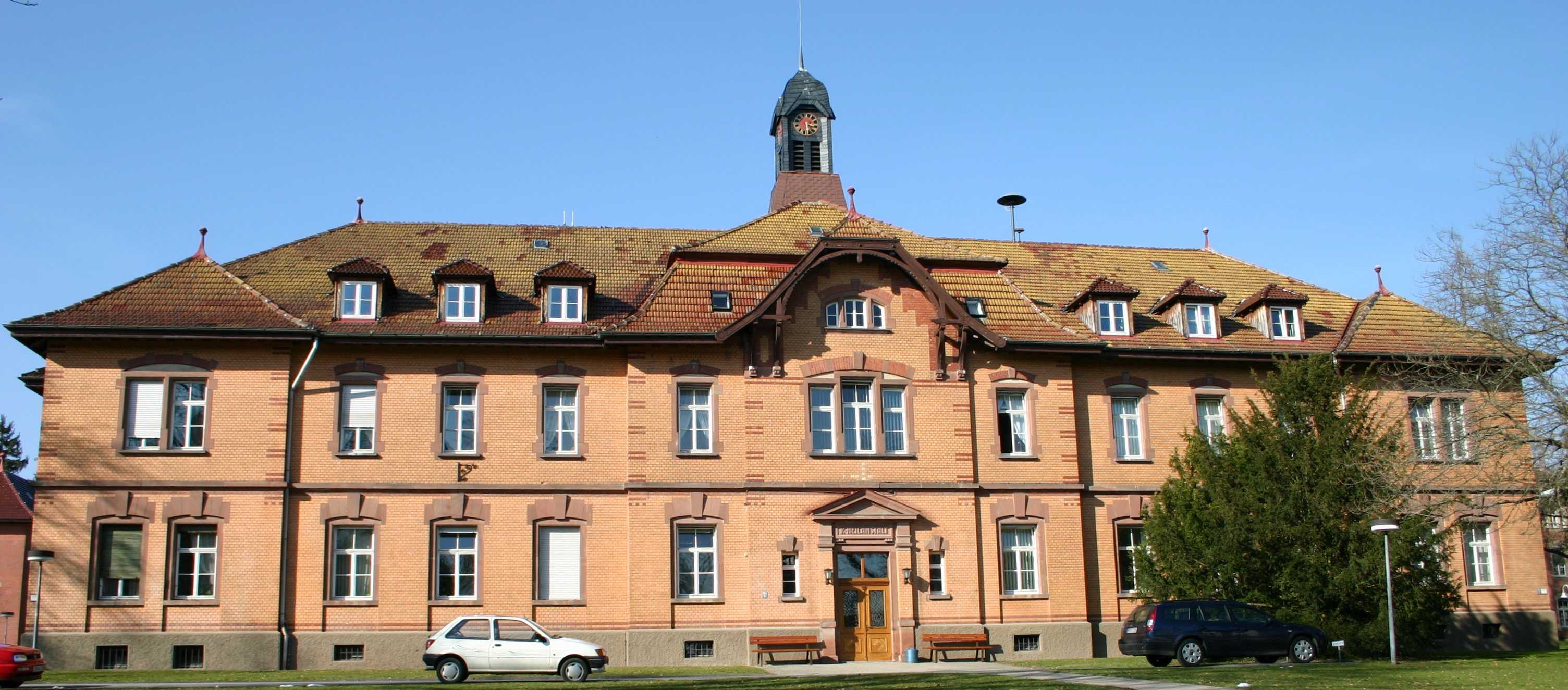
ヴァイセンホーフの病院の管理棟

ヴァイセンホーフの病院は、1903年にヴァイセンホーフ御料地に王立療養所（精神障害患者のための）として創設された。現在のヴァイセンホーフの病院は、近代的な精神医学（老人医療、法医学、幼年・若年医療の精神医学領域を含む）、神経学、依存症治療、心身症医療分野の近代的な治療施設である。病院には800人以上のスタッフが勤務しており、ヴァインスベルク市最大の雇用主でもある。

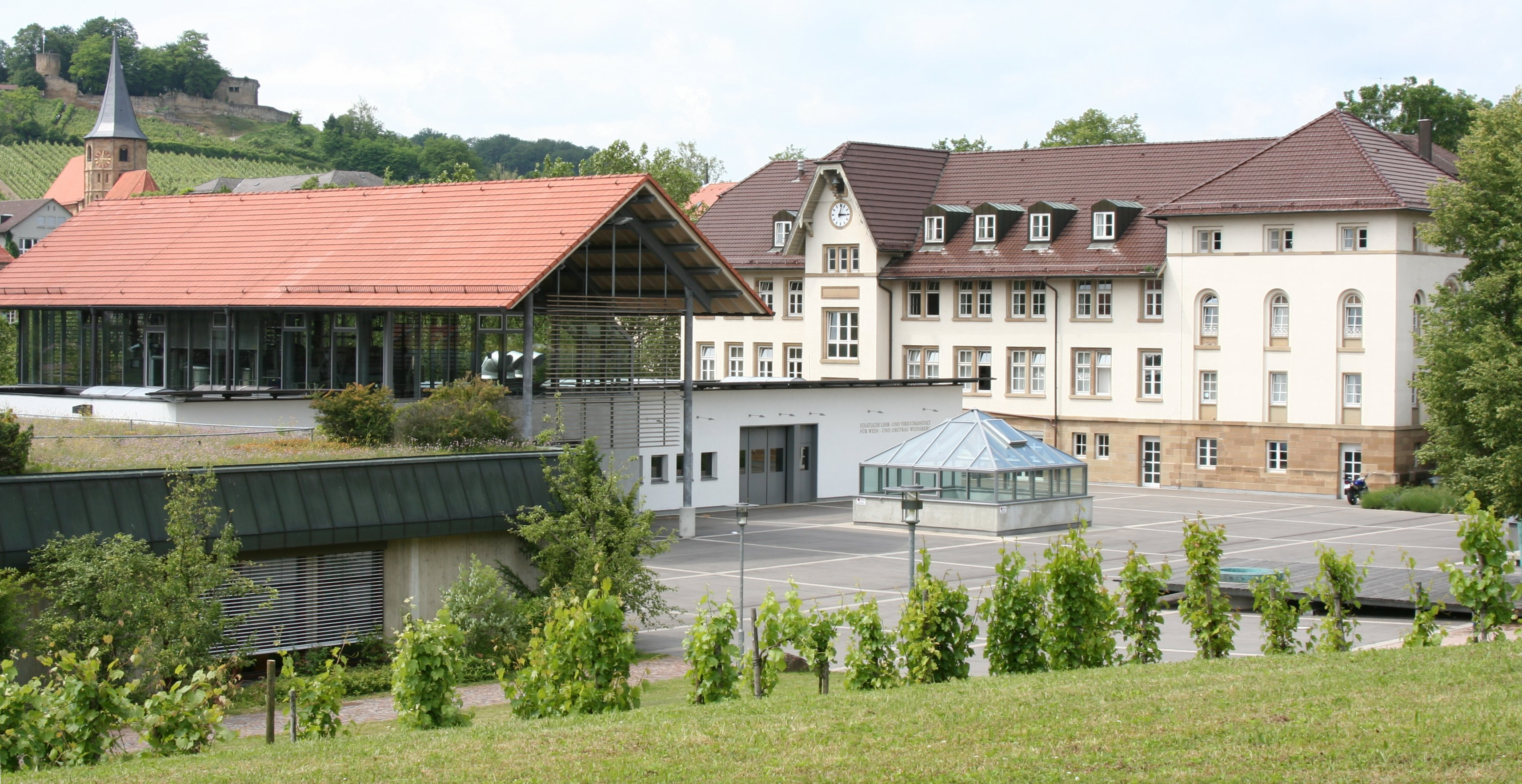
LVWO

ブドウおよび果樹栽培に関する国立教育・研究機関(LVWO)および州立ぶどう園
ブドウおよび果樹栽培に関する国立教育・研究機関は、1868年に王立ブドウ栽培学校として設立された、ドイツで最も古いブドウおよび果樹栽培の学校である。ここでは、ブドウや果樹の栽培に関する教育・研究がなされており、このためヴァインスベルクや他の町にも果樹園やブドウ畑を耕作している。ケルナー種やドルンフェルダー種といった特殊な種類のブドウがこの学校で開発された。

### 教育
ユスティヌス・ケルナー・ギムナジウムはおそらく1500年頃に創設されたラテン語学校をその起源とする。1540年に新しい校舎を建てた事が知られている。ラテン語学校の近くにドイツ学校が造られ、19世紀の中頃の20年間は実業学校があった。1903年にはラテン語学校の隣に実業学校が建てられた。この学校は1907年から1909年まではラテン語＝実業学校ヴァインスベルク、1909年からは実業学校ヴァインスベルクと呼ばれるようになった。改称はさらに続き、1937年に上級学校ヴァインスベルク、1953年にプレギムナジウム・ヴァインスベルク、1955年にユスティヌス・ケルナー・プレギムナジウム・ヴァインスベルク、そして1970年にやっとギムナジウムとなり、現在の名称に至ったのである。

### 観光業

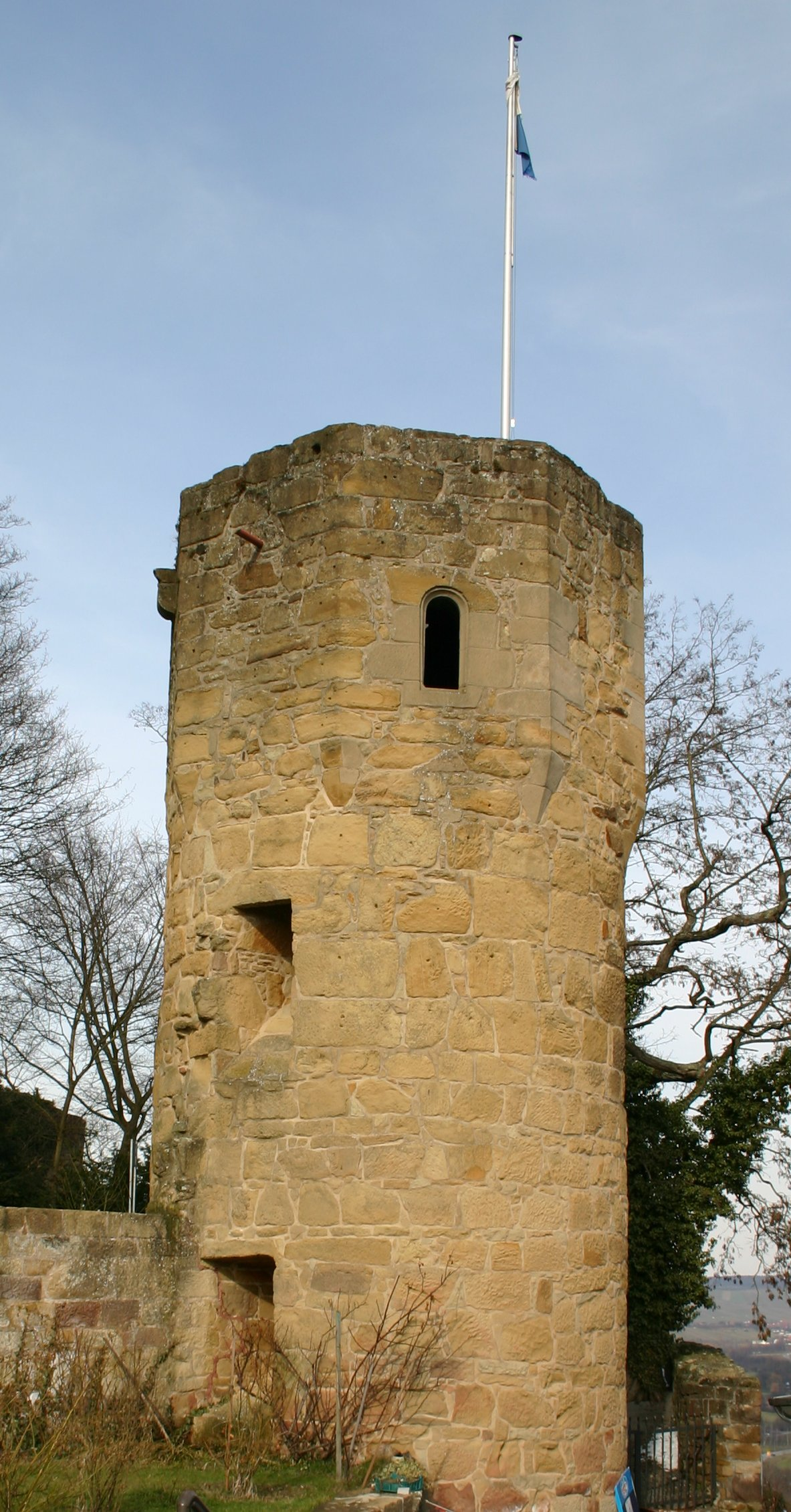
ヴァイバートロイ城趾の塔

1950年代から、ヴァインスベルクはドイツ連邦鉄道の特別列車の目的地になっており、何百人どころか何千人という人々が訪れていた。1980年代の中頃まで、年に4本の特別列車が運行されていた。自動車が普及すると、新しいアウトバーンを使って行きやすい場所にあるヴァインスベルクは、バスツアーや個人客が訪れる観光地となった。
ヴァインスベルクは、古城街道沿いに位置している。ヴァイバートロイ城趾には、2004年の1年間に26,000人が訪れ、この都市の観光の目玉となっている。シュヴァーベン詩人街道も観光客をこの都市のケルナーハウスに呼び込み、2004年に2,800人の来訪があった。さらに、2004年に新しく設けられた、ヴュルテンベルクのワイン産地をめぐる観光街道ヴュルテンベルク・ワイン街道にも、この町は参加している。

## 人物

### 出身者
- ハンス・シュヴァイナー（1473年頃 - 1534年頃）建築家。ハイルブロン郡のキリアン教会西塔を建設。
- ヨハネス・エコラムパディウス（1482年 - 1531年11月23日）神学者。バーゼルの宗教改革家。
- ハインリヒ・ゾイファーヘルト（1866年1月27日 - 1940年2月20日）芸術家。テュービンゲン大学教授
- カール・クライル（1890年4月17日 - 1947年4月1日）建築家
- ルッツ・ヒュープナー（1964年 - ）劇作家、俳優、演出家

### その他のゆかりの人物
- ミヒャエル・ベハイム（1416年9月27日 - 1474年頃）ヴァインスベルク近郊で生まれたマイスタージンガーで、「ヴァインスベルクの詩人」と呼ばれた。1439年からは帝国侍従長コンラート9世・フォン・ヴァインスベルクに仕えた。
- フリードリヒ・クリストフ・エーティンガー（1702年5月2日 - 1782年2月10日）プロテスタントの神学者。1752年から1759年にヴァインスベルクの監督官兼牧師を務めた。
- ユスティヌス・ケルナー（1786年9月18日 - 1862年2月21日）詩人、医師。1819年からヴァインスベルクに住んだ。1822年に彼が建て、当時は詩人達のサロンとなっていた住居は現在も遺っている。彼は、ヴァイバートロイ城趾の保護にも尽力し、さらなる崩壊を防いだ。
- イマヌエル・ドルンフェルト（1796年5月17日 - 1869年12月29日）ヴァインスベルクのブドウ栽培学校の主要発案者。
- テオバルト・ケルナー（1817年6月14日 - 1907年8月11日）医師、詩人。ユスティヌス・ケルナーの息子。
- ハーゲン・フォン・オルトロフ（1949年5月 - ）有名な司会者。ヴァインスベルクで学んだ。

## ワインズバーグ、オハイオ
アメリカ合衆国のオハイオ州にはワインズバーグ (Weinsberg)という小さな町があった。この町は、19世紀に創られた町で、そのモデルとなったドイツの町に因んで命名された。1833年に郵便局ができる時に Winesburgと改名した。この町は現在も存在している。「Winesburg, Ohio」は、シャーウッド・アンダーソンが1919年に書いた小説のタイトルにもなった。

## 引用と脚注
1. ↑  Statistisches Landesamt Baden-Württemberg – Bevölkerung nach Nationalität und Geschlecht am 31. Dezember 2023 (CSV-Datei)
2. ↑  Max Mangold, ed (2005). Duden, Aussprachewörterbuch (6 ed.). Dudenverl. p. 832. ISBN 978-3-411-04066-7
3. ↑  出典: Das Land Baden-Württemberg. Amtliche Beschreibung nach Kreisen und Gemeinden. Band II. Kohlhammer, Stuttgart 1975, ISBN 3-17-002349-7. S. 134.
Dass. Band IV. Kohlhammer, Stuttgart 1980, ISBN 3-17-005708-1. S. 142ff.
Topographische Karte 1:25 000, Nr. 6821 Heilbronn, 3. Auflage 2001
Stadtverwaltung Weinsberg per E-Mail vom 30. Oktober 2006
4. ↑  出典: Stadtverwaltung Weinsberg per E-Mail vom 26. Juni 2006
5. ↑  Jahrbuch für die Stadt Weinsberg 1958
6. 1 2  バーデン＝ヴュルテンベルク州統計局の地域データバンク （URLは2006年11月13日現在）
7. 1 2 3  2006年10月現在; 出典: Jahrbuch für die Stadt Weinsberg 2006, S. 80
8. ↑  「ハイルブロン＝フランケン地方における文化遺跡」プロジェクトに関するメモ （ドイツ語、URLは2006年11月13日現在）
9. ↑  Ulrich Maier: Siedlungsgeschichte des Unterlandes. Von der Steinzeit bis heute. Landkreis Heilbronn, Heilbronn 1997 (Schriftenreihe des Landkreises Heilbronn, 4), ISBN 3-9801562-4-9. S. 49–53
10. ↑  Simon M. Haag, Helmut Deininger, Manfred Wiedmann: Die Schenkelmauern zwischen Burg und Stadt Weinsberg und die Vorburgsiedlung oder die Unterstützung historischer Forschung durch neuere naturwissenschaftliche Errungenschaften. In: Württembergisch Franken 84. Historischer Verein für Württembergisch Franken, Schwäbisch Hall 2000. S. [75]–101
11. ↑  Simon M. Haag: „Jtem de Winsberc LX mr.“ Ausgewählte Urkunden im Bild zur Weinsberger Geschichte. In: Jahrbuch für die Stadt Weinsberg 1996, S. 311–321
12. ↑  Simon M. Haag: Aufstieg und Fall des ritterbürtigen Weinsberger Amtmanns Lutz Schott (1455–1484). In: Jahrbuch für die Stadt Weinsberg 1997, S. 277–289
13. ↑  Rosemarie Wildermuth: „Zweimal ist kein Traum zu träumen“. Die Weiber von Weinsberg und die Weibertreu. Deutsche Schillergesellschaft, Marbach 1990 (Marbacher Magazin; 53)
14. ↑  Erwin Bosler: Aus den Schreckenstagen Heilbronns. Neue Auflage. Heilbronn, 1952. S. 23
15. ↑  紋章と旗の項の出典:
Heinz Bardua: Die Kreis- und Gemeindewappen im Regierungsbezirk Stuttgart. Theiss, Stuttgart 1987, ISBN 3-8062-0801-8 (Kreis- und Gemeindewappen in Baden-Württemberg, 1). S. 139
Eberhard Gönner: Wappenbuch des Stadt- und des Landkreises Heilbronn mit einer Territorialgeschichte dieses Raumes. Archivdirektion Stuttgart, Stuttgart 1965 (Veröffentlichungen der Staatlichen Archivverwaltung Baden-Württemberg, 9). S. 149f.
16. ↑  Joachim Kinzinger: Neuer Slogan wirbt mit Romantik statt mit Kerner. In: Heilbronner Stimme vom 16. Juni 2007. S. 35
17. ↑  Willi Lutz: Zwischen Heilbronn und Weinsberg: Die doppelt versteinte Hällische Straße. In: Schwäbische Heimat Jahrgang 54. 2003, Heft 3, S. 330–332 und Die doppelt versteinte Hällische Straße. In: Jahrbuch für die Stadt Weinsberg 1959
18. ↑  たとえば、ヴァインスベルク市年鑑 1996 S. 133のロルフ・ベッカー: „… Dir, o stilles Tal …“. Nachruf auf eine Landschaft.
19. ↑  「自然」の項の出典は: Verzeichnis der Natur- und Landschaftsschutzgebiete der Landesanstalt für Umweltschutz, Messungen und Naturschutz Baden-Württemberg, Waldschutzgebiete in Baden-Württemberg bei der Landesforstverwaltung Baden-Württemberg, Umweltbericht 2000 des Landkreises Heilbronn (PDF), S. 32 （URLは、いずれも2006年10月8日現在のものである） および ヴァインスベルク市年鑑 1989, 1991, 2000, 2002
20. ↑  Die Geschichte des Handballspiels in Weinsberg beim TSV Weinsberg （URLは2007年5月3日現在）
21. ↑  „Gnurpsel-City“のウェブサイト （URLは2006年11月13日現在）
22. ↑  ヴュルテンベルク・ブドウ生産者連盟『ワインの国ヴュルテンベルクのデータと現状』 （URLは2006年11月13日現在）
23. ↑  ヘルベルト・カレッタ「10万ユーロのアウトバーン」Heilbronner Stimme 2007年7月26日版、30面
24. ↑  「A6号線拡張行動同盟のウェブサイト」 （URLは2006年11月13日現在）
25. ↑  ハイコ・フリッツェ「Edekaの下で店は再び花咲く」 Heilbronner Stimme 2006年9月26日付 第10面
26. ↑  sulmtal.de – das extrablatt Nr. 35/2006, S. 9
27. ↑  Mitteilung des Verlages Nussbaum Medien （URLは、2007年10月2日現在）
28. ↑  ヴァインスベルク市年報1976年、Sendertabelle von www.ukwtv.de （URLは、2006年11月27日現在）
29. ↑  Nachrichtenblatt für die Stadt Weinsberg vom 17. November 2006, S. 6
30. ↑  RootsWeb.com （URLは、2006年10月7日現在）